# 발해
발해국(渤海國), 약칭 발해(渤海)는 고구려 멸망 이후 고구려 계승을 표방하던 대조영이 698년에 건국해서 926년까지 한반도 북부와 러시아 연해주(현재의 프리모르스키 변경주) 및 하바롭스크 변경주 일부와 중국 다롄시까지 등에 걸쳐 존속했던 다민족 국가다. 발해는 세워지기 전에 천문령 전투 등에 승리하였다. 
발해의 시조 대조영은 스스로를 천손(天孫)임을 자처하고 독자적인 연호를 제정하였다. 무왕과 문왕 대에 당, 통일신라, 고대 일본과 외교를 수립하고 교통로를 통해 무역이 성행하였으며 8세기부터 9세기까지 동아시아의 세력 균형과 안정이 이루어졌다. 그 후의 정치적 혼란기를 거쳐 9세기 중엽 선왕(宣王)대에 이르러 요동을 되찾았고, 동북 쪽으로 영역을 확장하여 5경 15부 62주의 지방 제도를 정비하고 전성기를 맞이하였다. 820년쯤 선왕이 소고구려를 병합했다는 설이 있지만 역사적인 기록이 없어 정확하지는 않다. 당에선 그때의 발해를 "해동성국" 이라고 부르기도 했다.
926년 거란의 침입을 받아 멸망하였다. 발해 부흥운동은 1116년까지 이어졌으나 모두 실패하고 요나라와 금나라에 병합되었다.
남송(南宋)의 홍호(洪皓)가 엮은 〈송막기문 松漠紀聞〉에서 고구려계 국가인 발해의 유력한 귀족 성(姓)으로 고(高)·장(張)·양(楊)·두(竇)·오(烏)·이(李) 6성을 언급하였다. 이들은 원래 한반도 고유 성씨를 가지고 있었으나 송막기문에는 해당 성씨로 기록되었다. 진위푸(金毓黻)가 쓴 《발해국지장편》(渤海國志長編)에 의하면 발해 유력귀족 6성 외에 일반 성은 총 49족으로 이중 신라 계통인 박씨(朴氏)도 있는 것으로 알려졌다. 발해는 현재까지 밝혀진 기록과 정보가 굉장히 적어서 아직도 베일에 싸인 면이 많은 나라이며 오늘날 역사 귀속 문제에 대해서 논란이 많은 국가다. 해외에서도 고구려는 한국사로 인정하는 여론이 대부분이지만 발해에 대해서는 신중히 접근하는 편이다.

## 국호

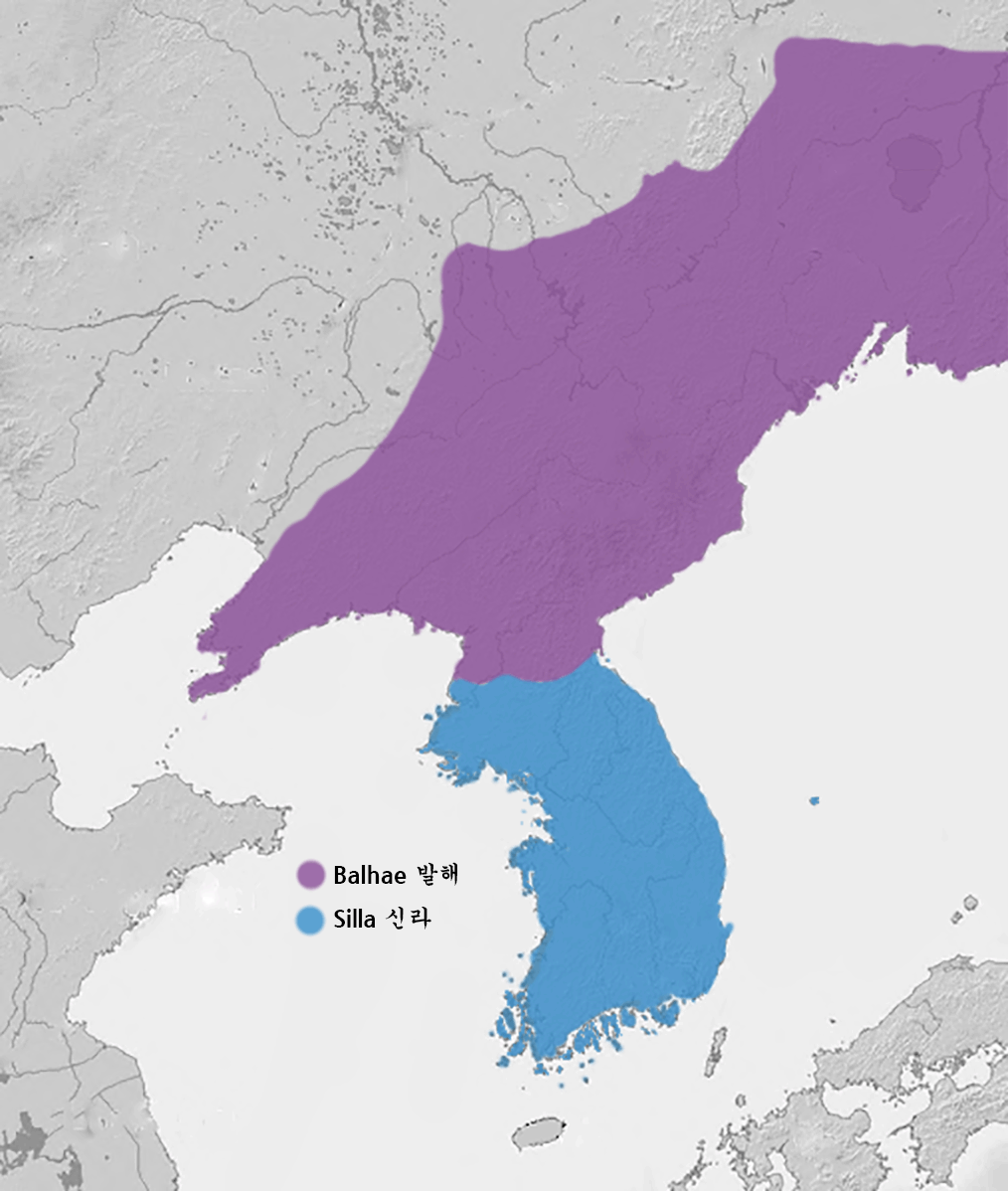
발해의 강역

### 초기 국호
원래 국호는 진국(振國)이었으나 713년 발해(渤海)로 국호를 변경하였다. 또 다른 별칭으로는 진국(振國), 진단(震旦), 고려(高麗), 북국(北國), 말갈(靺鞨) 발해말갈(渤海靺鞨), 북적(北狄), 해동성국(海東盛國), 대국(大國, (거란어: mos-i gur, 모싀 구르)) 등이 있다.
698년 길림성 돈화현(敦化縣) 부근의 동모산(東牟山)에서 진국(震國 또는 振國) 혹은 진단(震旦)을 세웠다는 것이 일반적으로 받아들이고 있는 정설이다. '진' 또는 '진단'은 무엇을 뜻하는지는 정확히 알려진 바가 없다. 때문에 여러 자료를 통해 추정해 볼 뿐이다. 삼국유사를 참고해 보면 '진단'은 산스크리트어로 치나스타나(cīnasthāna)를 음역한 것으로 '해 뜨는 동쪽 나라'란 뜻이다. 이 어원과 비슷한 국호로 태봉의 바로 전 국호 마진(摩震)이 있다. 다른 가설로 진(振)과 진(震)의 발음이 서로 유사하므로, 대조영이 국호를 정할 때 걸걸중상이 당에게 받았던 진국공(震國公)이라는 호칭을 염두에 두고 국호로 지었다는 가정이 있다.
한국 외의 다른나라 학자들은 각각 진국이라는 국호에 대해 여러 가설을 내세우고 있다. 북한의 학자 장국종은 이미 걸걸중상이 진국이라는 공국을 세웠으나 698년 발해란 국호를 선포하면서 진국이라는 국호를 함께 아우르고 있다고 주장했다. 러시아의 학자 A.L.이블리예프는 698년에 진국을 선포했다고 서술한다. 중국 사학자들은 《신당서》의 "말갈이란 명칭을 버리고 발해라 하였다."라는 기술을 근거로 대조영이 거란, 선비, 돌궐 등 여러 북방민족과 같이 민족의 이름을 국호로 썼을 뿐 진국을 선언한 적이 전혀 없었다고 주장한다.

### 발해 국호
김종복은 《구당서》에 근거하여, 발해의 초기 국호가 진이지만, 그 국호는 대조영이 713년, 발해군왕에 책봉되었을 때가 아닌 문왕대부터 진을 버리고 발해라 일컬었다고 추측했다.
이블리예프는 당의 책봉은 발해를 신라와 같이 이웃 국가로 인정하여 국제적으로 안정성을 보장함으로써 새로운 말갈 국가를 당의 세계질서에 편입한 것이라 하면서 이로서 대조영에게 발해라는 명칭은 새로운 말갈국의 명칭이 되었고, 민족명이 되었다고 주장했다.
김육불은 산동의 발해군과 발해 국호를 연관시키면서 발해와 말갈이 음성학적으로 동일음이기 때문에 발해라 명명하였다고 주장하였다. 그러나 조평춘은 말갈이 발해로 와전되었다는 학설을 반박하면서, 발해 국호가 바다에서 유래한 명칭이며 당나라가 자국의 영역을 확장하고자 하는 의도로 발해라는 국호를 사용토록 했다고 주장했다.

## 역사

### 건국
668년 당은 대동강 이북과 요동 지방의 고구려 땅을 차지하기 위해 평양에 안동 도호부(安東都護府)를 설치하였다. 고구려 유민은 요동 지방을 중심으로 당에 대한 저항을 계속하였고 이에 당은 고구려 유민을 통제하기 위해 영주(榮州)로 강제 이주하였다. 이곳에는 고구려 유민을 비롯해 말갈인·거란인 등 다수 민족이 당의 감시와 통제를 받고 있었으므로 언제든지 반란을 일으킬 수 있는 상태였다.
696년 5월 마침내 거란추장 이진충(李盡忠)과 손만영(孫萬榮)이 영주도독(營州都督) 조문홰(趙文翽)의 폭정에 불만을 품고 봉기하였고 혼란한 틈을 타 고구려 장군 출신인 대사리 걸걸중상과 그의 아들 대조영은 고구려 유민·말갈인과 함께 영주를 탈출해 만주 동부 지역으로 이동했다. 이동 도중 말갈인을 이끌던 걸사비우와 고구려 유민을 이끌던 대사리 걸걸중상이 전사하면서 대조영이 무리를 이어 받은 것으로 추정한다. 대조영은 추격해 오는 이해고와 당나라군을 천문령 전투에서 크게 무찌른 뒤 만주 동부 지방에 남아 있던 고구려 유민과 말갈인을 규합하여 698년 길림성 돈화현(敦化縣) 부근에 위치한 읍루의 동모산(東牟山) 기슭을 차지하고 당나라의 안동도호부를 정복하여 도호부의 한족들을 노비로 강등시키면서 곧 진국(震國, 振國)을 건국하였고 말갈 촌장, 고구려 촌장들에 의해 왕으로 추대되어 진국왕(振國王)이 되었다. 고왕(高王) 대조영은 천통(天統)이라는 독자 연호를 사용하였다.
당나라는 대조영의 발해 건국이 기정사실화 되고 돌궐·거란·해(奚) 등의 압력으로 요하 유역과 만주 일대를 발해에게 정복당하고 안동도호부도 멸망하자 발해인들을 달래기 위해 705년 책봉을 시도했지만 불발되었다.
713년 대조영은 좌효위원외대장군(左驍衛員外大將軍) 발해군왕(渤海郡王)이 되었고 홀한주(忽汗州) 홀한주도독(忽汗州都督)의 벼슬을 추가했다. 당나라는 발해의 번성에 굴복하였다.

### 안정과 성장
고왕 대조영의 뒤를 이은 무왕 대무예는 인안(仁安)이라는 연호를 사용하였고, 영토 확장에 힘을 기울여 동북방의 여러 말갈족들을 복속시키고 만주 북부 일대 전체를 장악하였다. 그리고 영토 확장의 편리성과 지방세력의 약화, 즉 왕권 강화를 위해 수도를 동모산에서 중경 현덕부로 옮긴다. 이러한 발해의 급속한 세력 확대는 주변 나라들을 긴장시켰다. 가령 발해 북쪽의 흑수부(흑수말갈)와 연합하여 대응해 나갔다. 발해는 당나라 지역을 지속적으로 공격하였고 당나라인들은 발해를 두려워해 중국인 한족(漢族) 여성들을 발해에 상납하였다.
흑수말갈과 당의 연합에 반발한 무왕은 아우 대문예(大門藝)에게 군대를 이끌고 흑수말갈을 공격하도록 하였으나, 대문예는 왕의 명령을 거부하고 당에 망명하였다. 이 때문에 당과 발해는 대문예의 송환 문제를 둘러싼 외교 분쟁을 수차례 일으켰다. 이러한 와중에 732년 가을 거란족이 사신을 보내와 함께 당나라를 칠 것을 제안하자, 그해 9월 발해는 장군 장문휴에게 수군을 이끌게 하여 산둥(山東)의 등주(登州)를 급습하여 순식간에 점령, 자사 위준을 죽였다. 한편, 요서의 마도산(馬都山)에서 대문예가 이끄는 당나라 군과 격돌하였다. 이때 신라는 당나라의 지원 요청을 받아들여 발해에 출병하였으나, 겨울에 공격하여 진격에 어려움을 겪었다. 737년 무왕이 죽고 문왕 대흠무(大欽茂)가 즉위하여 대흥(大興)과 보력(寶曆)이란 연호를 사용하였다. 문왕 시기에도 영토 확장은 계속되어 동북 방면의 말갈을 복속시켜 그곳에 부(府)를 설치하였다.

### 영토 확장과 발전
문왕은 당나라와 친선 관계를 맺으면서 당나라의 선진문물을 받아들여 내부의 국가체제를 정비하는 데 주력하였다. 756년 수도를 중경 현덕부에서 상경으로 옮겼다. 이곳은 만주에 살고 있는 여러 세력의 주된 이동로이자 물자 교류의 중심지였으며, 농사를 짓기에도 한층 수월한 지역이었다. 발해의 수도가 상경으로 옮겨진 이후에는 농업이 급속도로 발전하고 인구도 크게 늘었다. 발해는 당의 문물도 수용하여 3성(三省)과 6부(六部) 제도를 실시하는 한편, 지방에도 경부(京府)·주(州)·현(縣)으로 구성된 3단계의 통치체계를 갖추었다. 또 상경을 중심으로 주요 교통로를 마련하고, 국내외 각지를 연결하는 대외 무역에 더 힘을 쏟았다. 발해는 문왕 때부터 당나라와 친선 관계를 맺었고, 신라와도 상설 교통로를 개설하여 종래의 대립 관계를 해소시키려고 노력하였다. 동시에 돌궐 및 일본 등과도 친선 관계를 맺으면서 신라와 당나라를 견제하는 정책을 추진하였다. 이러한 발전을 토대로 발해는 대외적으로 국력을 과시하였고, 762년 당나라는 문왕에게 한 등급 높은 관직인 발해국공(渤海國公)을 수여하였다.
한편 문왕의 말년에 수도를 일시적으로 동경 용원부(東京龍原府)로 천도하였으나, 5대 성왕(成王) 때 다시 상경 용천부로 천도하였다. 상경 용천부는 당나라 수도인 장안성을 모방하여 정비한 도시였다. 793년 문왕이 죽은 이후 대원의(大元義)·성왕(成王)·강왕(康王)·정왕(定王)·희왕(喜王)·간왕(簡王)이 차례로 왕위를 계승하였으나 지배층의 내분으로 국력이 점점 약화되었다.
9세기 전반, 대조영의 동생인 대야발(大野渤)의 4대손으로 간왕의 삼종숙(三從叔)인 대인수(大仁秀)가 선왕(宣王)으로 즉위하였다. 그의 치세 동안 당은 발해의 융성함을 일컬어 해동성국(海東盛國)이라 불렀다. 발해는 선왕 시기에 중국 문헌에 따르면 바다 북쪽으로 여러 부족들을 정복하고 흑수말갈을 비롯한 대부분의 말갈족을 복속시켰다. 또 요동 지방에 대한 당의 지배가 약해진 틈을 타서 요동반도 전체를 기습적으로 점령하고, 그 곳에 목저주(木底州)·현토주(玄兎州)를 설치하여 운영하기도 하였다. 선왕의 대외정복을 바탕으로 발해는 최대의 영역을 형성하였다. 또한 정치적으로도 5경(京) 15부(府) 62주(州)의 지방제도가 완비되었다. 부 중에서도 특히 중요한 5개의 부에는 경을 두었는데, 5경은 당시 발해의 정치, 경제, 문화의 중심지였다. 지방의 주 밑에는 여러 현을 두었다.
8세기 전반에서 9세기 후반기에 발해(혹은 속말)말갈이 남만주 지역에서 아무르 유역으로 이주하였고, 이들은 빠르게 아무르 유역을 정복하며, 이후 아무르강 상류를 따라 서아무르 평원의 북서쪽인 실카강까지 진출했다. 비트틱 산 성터, 류잔카 성터, 우스티-쵸르나야 성터 등과 같은 유적이 그러한데, 러시아 학자들은 발해 주민들이 아무르강을 따라 실카강까지의 북서지역까지 장악한 결과로 파악한다. 말갈 확장에 대한 지역민인 부르호토이 주민(실위)의 저항은 이주민으로 하여금 실카강과 초르나야강의 접근하기 어려운 절벽에 방어용 취락지를 건설하도록 강요하였다.

### 쇠퇴와 멸망
선왕, 대이진, 대건황의 약 60여 년간 잠잠했던 귀족들의 권력 투쟁이 이 때부터 다시 심화되었다.발해가 내부 분열이 심각해지면서에 함경도와 연해주 일대에 주거하던 말갈족에 대한 통제력이 약화되고 한반도 북부(압록강,두만강 이남~ 대동강~원산만) 영토포함 요동반도와 연해주까지 많은 영토와 국력을 상실하였다.(영토 크기가 698년 발해 건국할때 크기로 줄어들었다) 대현석 시기를 기점으로 융성하던 발해가 쇠퇴하기 시작한다.
916년 거란의 야율아보기(耶律阿保機)는 부족을 통일하고 대거란국(大契丹國)을 건국하였다. 918년, 거란에도 사신을 보내 화친을 도모하기도 했으나 실패했다. 이후 발해와 거란은 요충지인 요동(遼東)을 두고 10년간 쟁탈전을 벌이게 되고, 결국 발해가 소모전에서 패했다. 요동을 잃은 발해에선 당시 고구려인과 동맹 관계였던 말갈(靺鞨)이 이탈하기 시작했다. 10년 간의 공방전으로 요동을 빼앗겼지만 발해는 924년 5월에 요동을 공격해서 탈환한 후 거란인을 포로로 잡았다. 924년 여름을 기점으로 하여 발해에 내부 문제가 발생한 것으로 보인다. 그것은 발해가 멸망 전부터 남경남해부도 상실하고 고려(高麗)로 망명하는 발해인이 장군 등 관직에 있는 사람들이 귀화한 것이다.
925년 4월 요군은 발해의 신주를 먼저 공격해서 요동 방어선으로 군사를 몰리게 만들었고 이는 12월까지 계속되었다. 요는 발해가 요동에 방어선을 다진 걸 틈타서 발해와의 무역로인 거란도를 통해 기습 공격하였고, 926년 1월 3일 부여부(夫餘部)를 3일 만에 함락하였다. 
이후 발해의 혼란을 틈타서 요의 군대는 발해는 이에 맞서 노상(老相. '늙은 재상')에게 군사 30,000명(혹은 5,000명)을 주어 저지케 하였으나 이 결사대조차 맥없이 무너지게 되었다. 926년 1월 9일 상경용천부으로 직진하여 함락시켰다.
발해와 요의 전쟁은 무려 20여 년 가까이 진행되었다. 요동 지역을 둘러싼 치열한 전투는 요의 승리로 일단락되고 발해는 요동 지역의 전략적 이점을 상실하면서 경제, 군사상으로 큰 타격을 받았다.
비록 발해는 요동 지역을 상실했지만, 아직 요에 충분히 대응할 수 있는 국가였다. 919년 요동을 병합한 요의 침입을 격파하고 924년 5월 발해가 거란의 요주를 공격해서 함락시킨 후, 거란인을 포로로 잡아 온 것은 발해의 군사력이 건재하다는 것을 의미했다.
당시 국제적 환경은 몽골 초원의 위구르 제국의 해체, 토번 제국의 붕괴, 중원의 당나라의 몰락과 오대십국시대, 한반도가 후삼국으로 분열된 혼란기였다. 이런 가운데 대인선(大仁善)은 군사적인 대응 뿐만 아니라 외교적으로 적절히 요를 견제 하였는데, 주변 국가와 결속을 맺어 요의 침략에 대비한 것이다. 
발해의 이런 내부적 상황을 파악한 요나라는 20여년간의 전쟁 경험을 통한 발해의 방어 체계를 무력화 시킬 수 있는 전술을 계획한 것이다. 즉 요동 방어선을 우회해서 공격해서 수도를 함락시키는 것이였다. 야율아보기는 926년 1월 17일 발해의 옛 군현에 조서를 내려 회유를 시도했으며 926년 1월 19일에는 거란 장수 강말달을 성으로 보내 수색하도록 했는데 옛 발해 병사들이 강말달을 살해했다. 대인선도 움츠리고 있지만은 않아서 926년 1월 20일에 대인선이 남아있는 발해 유민들을 모아 부흥 운동을 펼치려고 시도했는데 결국 성난 야율아보기가 다시 상경용천부를 공격함으로써 얼마 뒤 성은 함락되었다.
926년 7월에 있었던 거란군의 회군 때 대인선과 그의 부인을 포로로 잡은 뒤 거란 본토로 끌고 갔다. 야율아보기는 끌고 간 대인선과 그의 부인에게 이름을 새로 줬는데 대인선에게 준 이름은 오로고(烏魯古), 그의 부인(발해 왕후)에게 준 이름은 아리지(阿里只)였다. 야율아보기와 그의 부인인 순흠황후 술률평(述律平)이 발해를 멸망시켰을 때 탔던 말의 이름이라고 한다. 그런데 오로고(烏魯古)로 가차된 거란어 '울구'는 마부라는 뜻이라고 한다. 그렇다면 정말로 말의 이름에서 따다 붙인 건지는 확실하지 않다. 어느 쪽이든 큰 틀에서는 '말[馬]'과 관련이 있으며, 모욕감을 주기 위해 준 이름이라는 것에는 변함없다. 이후 거란이 정해준 상경임황부(上京臨潢府)의 서쪽에 성을 쌓고 살았다고 한다. 발해 유민들의 저항인 발해 부흥운동은 1116년까지 끈질기게 이어졌으나 모두 실패하였다. 발해의 후예임을 칭하며 건국한 나라는 후발해, 정안국, 흥료국, 대발해국 등이 있으며, 이들은 모두 요나라와 금나라에 의해 병합되었다.

### 고려
당시 고려 태조 왕건은 후백제의 견훤과 싸우느라 발해를 돕지 못했다. 발해를 도와주면 후백제가 공격하기 때문이다. 그리고 태조 사후에도 혜종, 정종 등 후대 왕들이 재위기간 5년을 못 넘기고 죄다 요절했던 데다가 왕건의 호족 우대 정책으로 인해 왕권이 불안정했고, 고려의 중앙 제도나 군사 제도 등도 제대로 정비되지 않아 원군 파병은 어림 없는 소리였다. 게다가 이들 나라를 우대하느라 고려는 요나라와 국가적 존망을 걸고 세 차례 치열한 전쟁을 치러야 했다.
사실 많은 발해 후계국이 건국되었지만 이들과의 외교 관계 성립을 위한 고려의 노력은 뚜렷하게 확인되지 않는다. 여요전쟁 이후 본격적으로 고려의 전성기가 시작되었고, 요나라는 요성종의 죽음 이후 정국이 혼란스러워졌기 때문에 당시 고려의 국력을 생각하면 충분히 발해 전 지역에 영향력을 행사할 수 있었다. 하지만 고려는 발해부흥운동을 그저 안정적으로 흘러가던 동북아의 국제 정세를 어지럽히는 반란으로 간주했을 가능성이 높다. 때문에 고려는 발해부흥운동에 대한 성급한 군사적 지원을 지양하는 대신 망명해오는 발해 왕족이나 귀족을 비롯한 유민들을 받아주면서 고려에서 왕실 제사를 지내게 해주거나, 왕씨 성을 하사하여 안정적인 생계유지 및 정착을 지원하는 정책을 펼쳤다. 이러한 고려의 보수적인 대외정책은 금나라가 건국되었을 때 각각 요나라와 금나라, 북송의 지원군 요청과 화친요청, 책봉제의를 거절하고 사태를 관망하였다는 점에서도 나타났기 때문에 충분히 가능한 부분이다.
그리고 요나라가 비록 고려를 집어삼킬 수 없었다 해도 엄연히 유목 민족과 정주 문명의 장점을 합친 당대 동아시아 1타의 엄청난 강대국이었음을 고려해야 한다. 홈 그라운드와 지형의 이점 등을 통해 이들의 침략을 성공적으로 막아낸 고려가 대단했던 거지 아무리 요성종 이후로 잠시 혼란에 빠졌다고 해도 다시 역공을 가하기란 쉽지 않은 일이었다. 애초에 고려 입장에서도 가증스러웠을 요나라를 뒤흔들 수만 있었다면 마다할 이유가 없었다. 하지만 당대의 정세는 당대인들이 훨씬 더 분명하게 알고 있었고 요나라에 비해 세력이 미약했던 부흥국들이 고려가 돕는다고 성과를 내기에는 게임이 안 된다는 걸 잘 알고 있었던 것이다. 만약 고려가 거란을 압도할 만한 국력이 있었다면 발해부흥운동이 활발할 때와는 비교도 할 수 없는 혼란기였던 이후의 요-금 전쟁기에도 적극적으로 개입했을 확률이 높다.
고려는 발해와 '친척의 나라'였으되 '고구려 계승'이 정체성 그 자체인 왕조였기에, 발해 유민의 편입은 어디까지나 자국 밑으로 받아들이는 형태로 이루어졌다. 발해가 일찍 멸망한 탓에 발해와 고려의 외교 관계는 제대로 수립되지 않았다.
외세의 개입이 없어 발해가 멸망하지 않았던가 혹은 발해부흥운동을 성공시켰더라면 천리장성 혹은 청천강을 기준으로 북쪽에는 발해 후계국이, 남쪽에는 고려가 위치하여 흡사 남북국시대의 연장이 되었을 가능성이 높다.

### 연표

동아시아의 정세 지도 (698년 ~ 8세기 전반)

| 연도 | 성명   | 연호      | 설명                                                                                    |
| ---- | ------ | --------- | --------------------------------------------------------------------------------------- |
| 668  |        |           | 고구려 멸망. 사리걸걸중상 · 대조영 부자 영주로 강제 이주 됨.                            |
| 698  | 대조영 |           | 영주 탈출 후 당의 추격군을 격퇴하고, 고구려 유민과 말갈족을 모아, 발해 건국. 고왕 즉위. |
| 719  | 대무예 |           | 고왕 붕어(崩御). 무왕 즉위, 연호 인안.                                                  |
| 732  |        | 인안 14년 | 대장 장문휴를 보내어 수군으로 당의 등주를 침공, 거란, 해와 연합해 요서 마도산 침공      |
| 733  |        | 인안 15년 | 당 현종, 대문예를 보내어 발해 공격. 신라도 협조하였으나 폭설로 많은 군사를 잃고 퇴각.   |
| 737  | 대흠무 | 인안 19년 | 무왕 붕어. 문왕 즉위, 연호 대흥.                                                        |
| 756  |        | 대흥 20년 | 상경으로 천도. 후에 중경, 동경으로 천도.                                                |
| 793  |        | 대흥 57년 | 문왕 붕어. 동생 대원의가 즉위했으나 폐위되었고 수 개월 후 사망.                         |
| "    | 대화여 |           | 성왕 즉위, 연호 중흥. 어느 시점에 상경 용천부로 천도.                                   |
| 794  | 대숭린 | 중흥2년   | 성왕 붕어. 강왕 즉위, 연호 정력.                                                        |
| 809  | 대원유 | 정력16년  | 강왕 붕어. 정왕 즉위, 연호 영덕.                                                        |
| 812  | 대언의 | 영덕4년   | 정왕 붕어. 희왕 즉위, 연호 주작.                                                        |
| 817  | 대명충 | 주작6년   | 희왕 붕어. 간왕 즉위, 연호 태시.                                                        |
| 818  | 대인수 | 태시2년   | 간왕 붕어. 선왕 즉위, 연호 건흥. 신라를 공격, 북쪽 부락을 공략.                         |
| 830  | 대인수 | 건흥13년  | 선왕 붕어.                                                                              |
| 831  | 대이진 | 건흥14년  | 대이진 즉위. 연호 함화.                                                                 |
| 857  | 대건황 | 함화27년  | 대이진 붕어. 대건황 즉위.                                                               |
| 871  | 대현석 | 대정15년  | 대건황 붕어. 대현석 즉위                                                                |
| 894  | 대위해 | 천복24년  | 대현석 붕어. 대위해 즉위.                                                               |
| 906  | 대인선 | ?13년     | 대위해 붕어. 대인선 즉위.                                                               |
| 906  |        | 청태7년   | 신라와 비밀리에 연계를 맺음.                                                            |
| 924  |        | 청태19년  | 발해의 거란 침입, 요주자사를 죽이고 백성들을 빼앗음.                                    |
| 925  |        | 청태20년  | 발해인 장군 500여 명 고려로 망명. 12월, 거란이 발해에 침입.                             |
| 926  |        | 청태21년  | 거란군, 부여부 점거. 발해 멸망. 국명을 동단국으로 바꾸고 거란 태자 야율배가 지배.       |
| 934  | 대광현 | 청태29년  | 대광현 발해의 유민을 이끌고 고려로 귀순.                                                |

## 정치

### 중앙 정치 조직
발해의 중앙 정치조직은 문왕때 3성(三省)과 6부(六部)를 근간으로 편성하였다. 정당성의 장관인 대내상이 국정을 총괄하였고, 그 아래에 있는 좌사정이 충·인·의 3부를, 우사정이 지·예·신 3부를 각각 나누어 관할하는 이원적 통치체제를 구성하였다. 3성 6부 밑에는 5감(五監)·9시(九侍) 등의 기구를 두었다. 당나라의 제도를 수용하였지만 그 명칭과 운영은 고구려의 전통을 살려서 발해의 독자성을 유지하였다. 이 외에도 관리들의 비리를 감찰하는 중정대, 서적 관리를 맡은 문적원, 중앙의 최고 교육기관인 주자감 등이 있었다. 관리는 관복을 입을때 지위에 따라 금어대나 은어대를 착용하였다.
발해의 국왕은 당나라로부터 형식적으로 발해군왕, 발해국왕, 계루군왕 등에 책봉받는 형식이었으나 정혜공주묘지명, 정효공주묘지명 등에서는 발해의 국왕을 황상이라 칭했다. 또한 발해에는 5등작이 존재했는데 대건황을 안풍현개국공(安豊縣開國公), 고남신을 개국공(開國公), 양승경을 개국공에 봉한 것과 대창태(大昌泰)를 개국자(開國子), 하수겸을 문리현 개국남(聞理縣 開國男), 이거정을 균곡왕현 개국남(均谷枉縣 開國男), 사도몽, 왕신복 등을 각각 개국남(開國男)에 봉한 기록이 20세기 이후 일본의 문헌을 통해 나타난다. 또한 누구에게 수여된 것인가 불명이나 허왕(許王)의 작위도 존재하였다.

### 지방 조직
발해의 지방 조직은 선왕 때 영토확장으로 넓어진 지방행정을 효율적으로 통치하기 위해 5경 15부 62주로 정비하였다. 전략적 요충지에는 5경을 두었는데(오늘날의 광역시에 해당), 국도(國都)인 상경(上京)과 중경(中京)·동경(東京)·남경(南京)·서경(西京)을 가리킨다. 서경과 남경은 통설만 있을 뿐, 아직 완벽한 결론에 도달하지는 못했다. 최근 북한학계가 동경을 함경북도 청진시 청암구역 부거리로 비정하고 있다.
상경은 당의 장안성(長安城)을 모델로하여 외성(外城)·내성(內城)을 두고 시가지를 바둑판처럼 구획하였다. 지방행정의 중심인 15부에는 도독을 두어 지방 행정을 총괄하게 하였다. 부 아래에는 62주를 설치하여 자사를 파견하고, 그 아래 다시 현을 두고 현승을 파견하였다. 지방행정의 말단인 촌락은 주로 말갈족으로 구성되었으며, 촌장을 매개로 지배하였다.
발해의 영역을 비정하는데 있어 본원적인 발해 유적은 모두 발해의 영역에 포함되며, 말갈 유적의 분포현황도 매우 중요하다. 발해는 말갈 7부 이외에도 사모, 군리, 굴열, 막예계, 우루, 월희, 철리 등 북방의 모든 말갈들도 복속시켰는데 《태평환우기》와 《당회요》에는 흑수말갈도 일정 기간은 발해에 복속되었음을 기록하고 있다. 흑수말갈의 서쪽과 북쪽 그리고 북동쪽에 위치한 사모, 군리, 굴열이 발해에 복속된 사실은 그 사이에 위치한 흑수 역시 발해에 복속되었을 수 있음을 시사한다. 따라서 발해가 말갈제부를 모두 복속시켰다는 사료의 내용을 염두에 둔다면 말갈 유적이 집중 분포하는 지역들을 발해의 영역으로 파악할 수 있을 것이다. 말갈 유적은 길림성, 흑룡강성, 연해주, 아무르강 중하류, 제야강 일대 등에서 그룹을 이루면서 집중 분포하고 있으며 서쪽으로는 멀리 실카강 일대, 동쪽으로는 아무르강 하류의 수추섬까지 발견되고 있다.
고고학적으로 서기 4~7세기까지 동아무르 지역에 존속하던 흑수말갈은 서기 8세기부터는 서아무르 지역으로 이동한다. 그 즈음 동아무르 지역에서는 포크로프카 문화가 나이펠드-동인 문화를 대신하게 된다. 따라서 흑수말갈은 원래의 거주 지역을 발해에 정복당한 뒤 서쪽으로 이주하여 명맥을 유지한 것으로 보인다.
포크로프카 문화에 특징적인 과형토기는 연해주 지역의 크라스키노 성터 등 발해 유적에서도 출토되었으며 포크로프카 문화에 보이는 철제 손칼, 화살촉, 부싯쇠, 꺾쇠모양 유물, 청동제 띠꾸미개 등도 발해 유적 출토품과 유사하다. 또한 포크로브카 문화에서 가장 유행한 '등을 아래로 하고 다리는 무릎을 접은 상태'의 토광 시신장은 체르냐치노 5 고분군의 토광묘에서도 그대로 확인되었고 이러한 매장문화가 발해에 포함된 말갈의 전통이었음을 알 수 있다. 이 외에도 코르사코프카 고분군에서 출토된 발해 청동불상 역시 이 지역에 대한 발해의 영향력을 보여준다. 10세기 이전의 포크로브카 문화양상은 서아무르지역의 트로이츠코예 문화와 발해 영역 내의 본원적 문화와 양상이 서로 매우 흡사함을 알 수 있다.

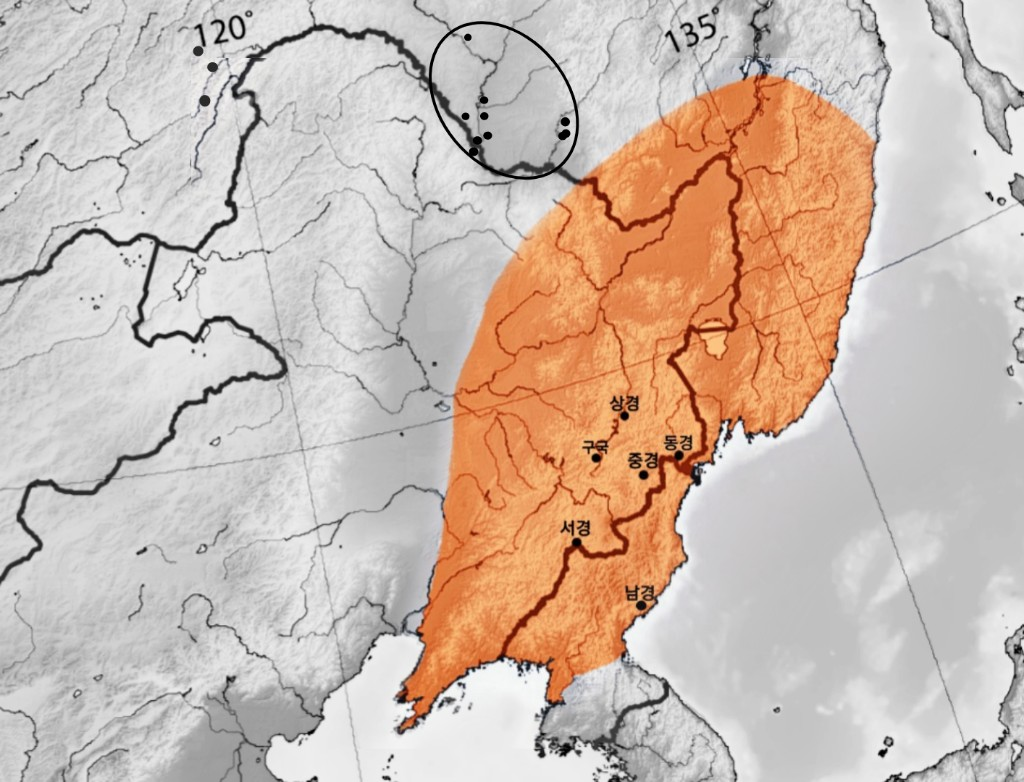
서아무르 평원의 트로이츠코예 유형 유적 분포도.

S.P.네스쩨로프는 아무르강의 북쪽으로 제야강과 부레야강 사이 지역에 분포하는 트로이츠코예 문화를 서기 8세기보다 이르지 않은 시기에 발해인들 혹은 속말말갈인들이 송화강 유역에서 이곳으로 이동하여 형성한 문화라고 주장했는데, 이 경우 트로이츠코예 문화 지역을 발해의 영역에 포함시킬 수 있는가 하는 문제가 제기될 수 있다. 이 지역은 트로이츠코예 문화뿐만 아니라 발해 성립 이후에 해당되는 실위유적과 서쪽으로 이동한 흑수말갈의 유적이 함께 발견되고 있다. 2018년 6월 23일부터 7월 2일까지 한국전통문화대학교 북방 문화 연구소가 제야강과 부레야강 사이에 있는 서아무르 평원의 유적을 발굴조사한 결과, 발해 수도였던 상경성이나 발해 유적인 크라스키노 성에서 확인된 토기와 매우 유사한 토기 조각 9점을 찾았다. 따라서 트로이츠코예 지역에 발해인들이 실제로 거주했고 발해 영역이 서아무르 평원까지 미쳤을 가능성이 높아졌다.

### 고구려 계승의식
《속일본기》기록에 의하면 728년 무왕이 일본으로 보낸 국서에 "무예는 황송스럽게도 대국(大國)을 맡아 외람되게 여러 번을 함부로 총괄하며 고려의 옛 땅을 회복하고 부여의 습속(習俗)을 가지고 있습니다."라 적혀있고 발해 사신을 고려 사신, 발해악을 고려악이라 표기하였으며 문왕은 스스로를 '고려국왕 대흠무'라 칭하는 등 고구려를 계승하였음을 일본에 표출했으며, 문왕은 일본 사신에게 "이 땅은 고구려의 영토를 회복하고 부여의 유속을 이었으니 너희 일본은 우리를 옛 고구려를 대하듯 하라"라고 호통을 치기도 하였다. 이를 근거로 일각에서 발해는 고구려 기피증에 걸린 당나라와의 마찰을 방지하기 위한 대당 외교용 국호이며 실제 국호는 고려라는 주장을 했지만 《속일본기》에 기록된 발해, 발해로(渤海路), 발해사(渤海使) 등의 용어는 은폐하여 발해와 고구려의 관계를 단순화한다는 비판을 받았다.
재일교포 출신으로 재일한인역사자료관 관장과 와세다대학교 조선문화연구소 소장을 맡고 있으며 한국목간학회 회장을 역임 중인 이성시(李成市)에 따르면 중국 동북부에서 흥기했던 여러 민족들과 심지어 금나라마저 왕권의 기원과 정통성을 부여, 고구려에서 찾는 것을 볼 때 대외적으로 고구려 계승을 표방하는 것이 반드시 혈연적 계승관계로 연결되는 것은 아니며 정치적 우위를 지키고자 하는 의도로 해석해야 한다고 지적했다.
서울대학교 국사학과 교수인 송기호는 발해가 고구려 계승 의식을 표출한 이유에 대해 정황상 대조영은 말갈족이지만 고구려에 귀속되면서 일정 부분 고구려화 되었고, 걸걸중상을 거치면서 고구려화는 더욱 가속화되어 말갈계 고구려인으로서 고구려 귀속의식이 나타나 훗날 발해를 운영하는 기지가 되었다고 주장했다. 서강대학교 명예교수 이종욱은 이성시와 견해를 조금 달리하여 발해에는 고구려인이 많이 살았고 고구려의 전통을 이어받았으며 더욱이 속말말갈인 대조영은 고구려 장군으로 근무한 바 있기에 새로운 왕국을 갖출 정보와 힘이 있었지만 그러한 발해에 살게 된 고구려인들은 한국·한국인을 형성한 원류에서 멀어진 한국과 연속성이 없는 집단이라고 비판했다.
이 외의 주장 중에는 발해에는 순수 고구려인도 대다수였으며 한민족 문화는 사라진 것이 아닌 타 민족의 문화와 혼합돼 새로운 문화가 생성된 것, 고구려는 백제, 신라와 언어가 통했고 발해는 고구려인들과 고구려에 동화된 말갈족들이 주류가 되어 건국되었다는 점, 훗날 신라, 고려로 수많은 발해인들이 이주한 점 등을 바탕으로 한민족의 역사에서 빼놓을 수 없다는 입장 또한 존재한다.

## 사회 및 주민구성

### 지배층의 구성
발해는 다종족 왕국으로 고구려유민과 대다수의 말갈 외에 한족, 거란족, 실위, 위구르족 등 많은 민족으로 구성되어 있었다. 발해 지배층의 족속 구성에 대해서 여러 학설이 대립하고 있는데, 한국에서는 대체적으로 《송막기문》에 발해의 왕은 옛부터 대씨를 성으로 삼으며, 우성에는 고, 장, 양, 두, 오, 이씨 등이 있다는 기록을 근거로 발해 지배계층 성씨 70% 이상이 고구려 계통이라고 추정하는데,, 특히 조선민주주의인민공화국의 림호성이 발견한 기록에 전해지는 발해인 201명 가운데 그 수가 33명으로 16.41%를 차지하는 것이 고(高)씨다. 하지만, 발해 고씨는 대체적으로 고구려 귀족 성씨였지만, 말갈인들도 포함되어 있을 가능성이 있고, 이외에 하씨, 양씨, 오씨, 이씨 등의 성씨는 고구려계와 한계 그리고 말갈계가 공유하는 성씨일 가능성이 높으며, 발해 지배층 성씨에 대씨와 이씨를 가진 속말말갈인을 더 하면 왕실을 비롯한 지배층에서 말갈인의 비율이 더 높다는 반론도 존재한다. 이성시는 발해는 고구려 귀족들로 이루어진 지배층와 말갈인 피지배층으로 이루어진 이원화된 사회가 아니라 만주 지역에서 다양한 부족들이 서로 연합한 국가로 볼 수 있다. 따라서 발해를 남북국으로 묶어서 이야기 하기 위해 굳이 고구려와 말갈의 관계를 단순한 지배 피지배의 관계로 서술하는 종래의 민족사학의 서사에는 근원적인 문제가 존재한다고 지적했다.
육정산 고분군의 비교적 대형의 고분을 밀집되어 있는 제1구역 중하부에는 고분 양식면이서 고구려 영향을 크게 반영하고 있지만, M5에서 말 뼈와 같은 짐승뼈가 이곳에서만 다수 출토된 점과 다인장을 보여줘 말갈적 요소에 가까운 M3을 볼 때, 역시 말갈적인 전통이 함께 스며 있음을 보여준다. 제1구역 상부와 제2구역이는 말갈계 토광묘가 포함되어 있고, 화장의 현상이나 통형관의 출토도 이곳에 집중되어 나타나는 점으로 보아 말갈적인 요소가 제1구역 중하부보다 더 강하게 드러난다. 명심해야할 것은, 고분 자료만 가지고 매장자의 혈통을 따질 수 없다. 예컨대 말갈 혈통을 지닌 고구려인이 있다고 가정할 때에 무덤에서는 고구려적인 문화 요소가 강조되어 나타나거나, 때에 따라서는 고구려 문화 요소만 나타날 것을 예상할 수 있다.
신분적으로 높았던 제1구역 중하부에 위치하는 M1~M10의 고분 가운데, 정혜공주 무덤인 M2는 고임식 천정을 비롯하여 고분 축조 양식에서 고구려 전통을 그대로 반영하고 있고, 내부에 회칠을 하고 벽화를 그린 점도 고구려의 영향일 가능성이 높다. 그러면서 일부 출토 유물이나 바닥에 깐 벽돌에서 당나라 문화가 결합돼 있는 사실도 인정된다. 또 진릉(珍陵)으로 추정되는 M6에서도 벽화편과 돌사자상 파편이 출토된 점으로 보아서 역시 고구려와 당 문화 요소가 혼재되어 있다. 이들의 주인공이 왕실 인사라는 사실을 감안한다면, 대씨 일족이 말갈 혈통을 지녔는지 아니면 고구려 혈통을 지녔는지 고고 자료로 판단할 수는 없지만, 다분히 고구려 문화를 지니면서 다른 한편으로는 영주 체재시 또는 발해 건국 이후에 당나라 문화를 체득했던 사실을 짐작할 수 있다. 따라서 발해 최상층부이서는 기본적으로 고구려 문화를 항유허던 인물들이 주축을 이루면서, 말갈 문화를 지니고 있던 일부 인물들이 포함됐을 것이다.
제2구역에 비해 제1구역 중하부 그룹과 친연관계를 가지면서도, 한편으로는 신분적으로 또는 다른 요인으로 구분이 되는 그룹인 제1구역 상부에서는 M11에서 짐승뼈가 출토됐고, M101에서 통형관이 확인됐으며, 다인정과 2차장 현상아 보인다는 점에서 말갈적인 요소를 더 띠는 것으로 추정된다. 그럼에도 짐승뼈가 출토된 점이나 화장 현상이 보이지 않는 점에서는 제2구역과 구별되는 독립성을 보인다.
제2구역에는 우선 제1구역에서 보이지 않는 토광묘가 자리잡고 있다. 4기의 토광묘 모두에서 화장 현상이 나타나는 점까지 고려하면, 순수 말갈적인 양상을 다분히 띠고 있다. 그럼에도 2기의 고분에서 석묘로 이행하는 모습을 보여주고 있고, 3기에서 기와가 출토된 점에서 볼 때에 고구려 문화도 습합되어 있음을 확인할 수 있다.
이 4기 고분을 제외한 나머지 고분들은 석묘로 축조되었다는 점에서 고구려 요소를 띠고 있지만, 한편으로는 화장과 다인장 및 2차장 현상이 현저히 나타나고, 통형관 매장 사례도 다수 보이는 것은 말갈적 문화 요소가 증가하고 있음을 보여준다.
결국, 육정산 고분군에서는 고구려와 말갈 문화가 상호 결합된 양상이 주목된다. 그러면서도 신분이 위로 올라갈수록 고구려 문화 요소가 상대적으로 더 많이 확인된다. 송기호는 이러한 고고문화 연구와 문헌연구를 토대로 말갈계 고구려인이나 원고구려인이 발해 상층부를 주도하고 있었고, 그 아래로 내려오면서 말갈인이 좀 더 많은 수를 차지하였던 면모가 도출될 수 있다고 하였다.
또, 속말말갈의 중진통형관(重唇筒形罐)은 고구려계의 토기에서는 찾아 볼 수 없고 속말말갈 유적에서는 가장 보편적이고 특징적인 기물로서 발해 후기에 오면 상경회령부를 비롯한 상층부에는 소멸되지만, 상경성 부근의 일반고분에서는 계속 존재하는 양상을 보이며 상경과 거리가 멀수록 수량도 상경부근보다 많다. 이는 발해 상층의 낙후된 토기공예 기술이 선진적인 토기제작 기술에 의해 대체된 것일 수도 있고, 다른 하나는 발해건국 당시 말갈들의 이런 토기제작 전통이 시간의 흐름에 따라 다른 문화와의 접촉에서 새것을 받아들이면서 자연적으로 쇠퇴되어 가고 있음을 반영하였다고 볼 수도 있다.
서강대학교 사학과 명예교수인 이종욱은 자신의 저서인 《고구려의 역사》에서 발해에는 고구려인들이 많이 살았고, 발해는 고구려의 전통을 이어받으며, 더욱이 속말말갈인 대조영은 고구려의 장군으로 있었기에 새로운 왕국을 세울 정보와 힘을 갖출 수 있었던 것 등을 생각할 필요가 있다고 강조했다. 그러나 발해에 살게 된 고구려인들은 한국·한국인을 형성한 원류에서 떨어져 나간 역사 속의 한국인들로 현대 한국인에게 피를 전해 줄 기회를 잃게 된 집단이라고 일축했다.
프레데릭 W. 모트(Frederick W. Mote)는 발해인들은 본래 수렵과 어업활동을 했는데 발해인들은 정착 생활을 했고, 발해인들의 농경 인구는 정복한 한국인들이나 중국인들로 구성되어 있었다고 한국인들은 발해라고 부르며 '발해'라는 용어는 많은 역사서에서 나타난다고 하고 한국 문화적 요소는 발해에 지배적인 영향을 끼쳤다고 설명했다.

## 경제
발해의 귀족들은 대토지를 소유하고 무역을 통하여 당나라의 비단, 서적 등을 수입하여 화려한 생활을 하였다.
발해는 9세기에 이르러 사회가 안정되면서 농업, 수공업, 상업이 발달하였다. 농업에서는 기후 조건의 한계로 콩, 조, 보리, 기장 등을 재배하는 밭농사가 중심이었다.특히, 목축이나 수렵도 발달하여 돼지, 말, 소, 양 등을 길렀는데 솔빈부의 말은 주요한 수출품이 되었다. 모피, 녹용, 사향 등도 많이 생산되어 수출하였다. 어업도 발달하여 고기잡이 도구가 개량되었고 송어, 문어, 대게, 고래 등 다양한 어종을 잡았다. 수공업은 철·구리·금은 등 금속가공업과 삼베·명주·비단 등의 직물업, 도자기업 등 다양한 분야에서 발달하였다.세금으로는 조세, 공물, 부역 등이 있었다. 발해는 당나라, 신라, 거란, 일본 등과 무역하였다. 이때 사신과 더불어 상인들이 동행하여 무역을 했다. 무역의 증거로서 고비사막에 서식하는 쌍봉낙타 청동상이 러시아의 발해유적 크라스키노 성터에서 발견되었고, 러시아의 노브고르데예프 발해 성터에서는 중도의 부하라에서 온 소그드 은화가, 콕샤롭카 성터에서는 위구르 토기가 발견되고 신라, 당나라, 일본, 거란과 위구르로 연결되는 다섯 개의 통로를 열고 신라와의 교역로에 신라도를 연결하며 그 사이에 39개의 역참을 두었다는 기록과 일본에 담비가죽을 수출한 일화가 남아있다. 또한 크라스키노 성터에서 원숭이 조각상과 신라 장보고의 청해진에서 발견된 것과 유사한 편병이 발견되어 장보고 상단과의 교류가 짐작되기도 한다.

### 상업
발해의 상업은 농업, 수공업, 목축과 수렵 등이 발전하면서 상호간의 교환 관계로 촉진이 되어 발달하게 되었고, 영토상으로도 각기 다른 자연 지리적 조건을 가진 광대한 지역을 포괄하였기 때문에 이러한 제반 사정들로 생산 부문 간, 주민 상호 간에 생산물을 교환하는 국내 상업의 발전이 이루어지게 되었다. 또한 건국 이후 국가 통치 체제가 정비되면서 교통망이 발달하게 되어 국내외의 교류로 상업이 발전하게 되었다.
이러한 발해 상업의 발달은 발해의 수도였던 상경 용천부와 서고성의 도시 구조를 통해 발해의 수도의 모습에서도 알 수 있다. 특히, 고구려 수도였던 평양의 田 자형의 리방제, 계급 신분별 거주지의 구분을 그대로 계승하여 건설되었다. 용천부의 외성은 ‘전(田)’자 모양의 리방제 모양으로 도시의 주민들이 살던 집과 절터, 시장터, 기타 시설물들의 자리들이 나타나 있으며, 외성 거리는 일반 주민 지역, 중성은 주로 중앙 관청 지역으로 나뉘어 있다. 이렇게 용천부는 전조후시[前朝後市]의 원칙으로 설계되었다는 것을 잘 보여주고 있다. 따라서 발해의 수도에도 평양에서와 마찬가지로 어용 시전 상업과 장거래 상업이 조직되어 있었다는 것을 알 수 있다.

## 교육
문왕 때 학문 연구 기관인 주자감을 세웠으며, 관리들이 학습시킬 수 있게 서적원이라는 기관을 만들었다. 주자감에서는 귀족 자제에게 유교 경전을 교육하였다. 휴학생 중에는 당나라의 빈공과에 급제하는 사람이 나오기도 하였고, 이거정 등은 당에서 유학하고 돌아와 유교 지식인으로 활동하였다. 근래에 발견된 정혜공주 묘지와 정효공주 묘지가 세련된 4·6 변려체로 쓰여 있는 점으로 보아, 발해에서는 한문을 능숙하게 구사하고 있었음을 알 수 있다. 몇 편의 한시가 현재 전하는데, 양태사나 왕효렴의 작품이 유명하다.

## 문화

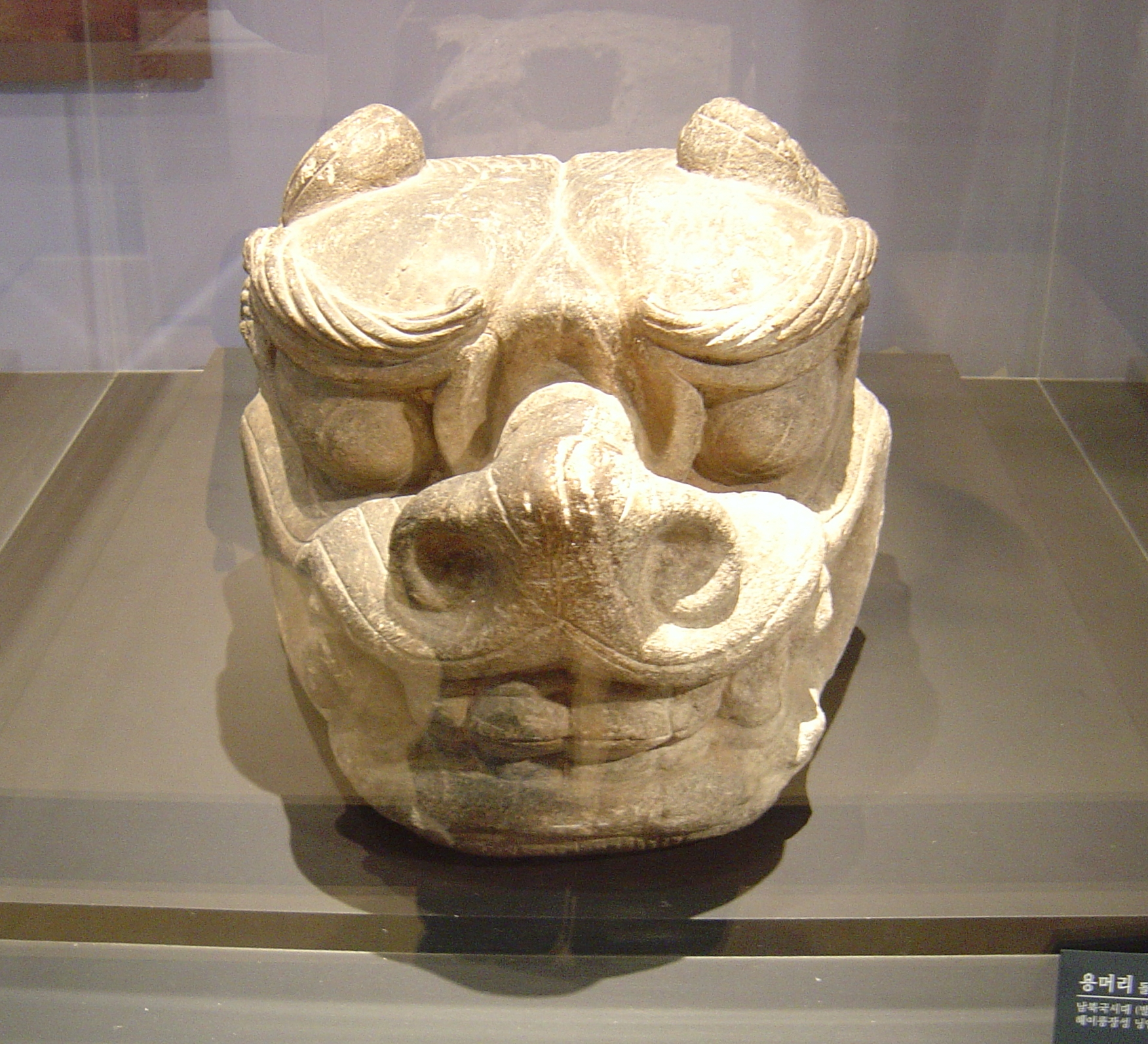
발해 유적지에 나온 용머리

발해의 문화는 고구려, 당나라, 말갈의 문화가 섞인 것이었으며, 당나라와 요나라의 역사서에 발해가 ‘해동성국(海東盛國)’이라는 별명으로 불렸다는 점을 들어 발해가 고급 문화를 향유했음을 시사한다.
도읍지를 중심으로 많은 무덤이 남아 있다. 이 중에서 정혜공주묘는 굴식 돌방무덤으로 모줄임 천장구조가 고구려 고분과 닮았다. 이곳에서 나온 돌사자상은 매우 힘차고 생동감이 있다. 또한 정효공주묘에서는 묘지와 벽화가 발굴되었다. 이런 무덤에서 나온 유물들은 발해의 높은 문화 수준을 생생하게 나타내 보이고 있다.
발해의 지상 건물은 전해오지 않지만, 그 터를 통해 당시 모습을 유추할 수 있다. 상경은 당나라 수도인 장안을 본떠 설계하였다. 외성을 쌓고, 남북으로 넓은 주작 대로를 내고, 그 안에 궁궐과 사원을 세웠다. 궁궐 중에는 온돌 장치를 한 것도 발견되었다. 사찰은 높은 단 위에 금당을 짓고 그 좌우에 건물을 배치하였는데, 이 건물들을 회랑으로 연결하였다.
발해에서 발견되는 절터나 불상 등은 고구려의 양식을 따른 것이 많다. 다른 조각상도 고구려의 것을 닮아서 소박하며 힘찬 모습을 띠고 있었다고 한다.
또한 자기 공예가 발달하여 가볍고 광택이 있었는데, 그 종류가 다양하였으며, 당나라 사람이 자주 구해갔다고 한다.

## 문자
발해의 언어와 문자에 대한 연구가 부진한 상황인데, 이에 대한 깊은 연구가 필요하며, 온전한 발해 역사의 복원을 위해 결코 소홀히 할 수 없다. 이에 대한 관심은 진작부터 있었는데, 기와에 새겨진 특이한 문자 때문이다. 최근에는 《발해문자연구(渤海文字硏究)》라는 연구서까지 나왔다.
흑룡강성 닝안시의 상경용천부유지(上京龍泉府遺址), 혼춘시 팔달성(八達城)의 동경용원부유지(東京龍原府遺址) 및 화룡시 서쪽 고성(古城)인 중경현덕부유지(中京顯德府遺址)에서 모두 계속하여 발해의 문자를 적은 있는 기와가 발견되었다. 이러한 기와 상의 문자는 대분이 한자이고 일부 한자와 비슷하면도 한자와 같지 않은 부호(符號)가 있었으니, 이러한 부호가 문자(文字)인지 또는 어떤 문자인지 여부는 사가들이 연구를 진행하고 있는 중인데, 어떤 학자가 인정한 것은 "발해에서 창제한 문자는 일본의 만엽가나(萬葉假名)와 유사한 것이다"라고 한다던가, 어떤 학자가 인정한 것은 "신라의 이두(吏讀)를 채용하여 창제한 독립문자이다"라 한다든가 하는 것이다. 대량의 고적자료와 문헌자료를 분석한 바에 의하면, 발해인들이 사용했던 문자는 대부분이 정규의 한자이며, 또 적지 않은 옛스럽게 쓰여진 문자와 간화한자(簡化漢字)도 있으며, 또 일부 문자를 독창하였으나 이러한 독창적 문자는 한자(漢字)를 보충한 문자들이었다. 발해인들이 일본에 사신으로 갔던 두 사신 가운데 한 사람의 이름은 이라 하고, 또 다른 사람은 이라고 하였는데 이 두 글자는 곧 발해인들이 독창한 글자이다.
E. V. 샤프꾸노프는 발해인은 적어도 세 종류의 문자를 사용하였다고 생각한다. 그중에서 가장 일반적인 문자는 중국의 한자로, 이에 대해서는 정혜공주의 묘지와 연해주 빠르띠잔스크 구역 니콜라예프카 성터에서 출토된 한자가 새겨진 물고기 모양의 청동부절을 예로 들고 있다. 발해에 보급된 두 번째 문자는 8~9세기에 이웃의 위구르 한국에서 사용되었던 돌궐의 룬 문자로 파악하며, 19세기에 남우수리스크 성터에서 발견된 돌궐의 룬 문자가 새겨져 있는 돌을 예로 들고 있다. 그는 그 룬 문자에서 수이우빙, 즉 솔빈부라는 발해시대의 부의 명칭을 판독하는 데 성공하였다고 주장하고 있다. 그 외에도 10~12세기 중국의 〈이백(李白), 신선(神仙)〉이라는 구전문학에 현종이 발해왕으로부터 동물과 새의 발자국을 연상시키는 편지를 받았다는 내용이 있는데, 그 편지에 열거된 사건과 인물은 문헌 자료의 내용과 전적으로 일
치하고, 따라서 이 작품은 실제의 역사적 사실을 바탕으로 한 것이며, 돌궐 문자가 실제로 새의 발자국을 연상시킨다는 점을 감안한다면, 발해국서가 바로 돌궐 문자로 쓰였음이 틀림없다는 주장이다. 다음은 제3의 발해 문자라는 것이다. 발해 상경 유적에서 출토된 기와에 찍혀 있는 한자나 거란 대자(大字)를
연상시키는 기호들이 사실은 신라의 이두 문자에서 힌트를 얻어 발명된 제3의 발해 문자일 수도 있다는 것이다. 나중에 거란과 여진이 대자라고 불린 문자를 창조했는데, 틀림없이 발해의 영향을 받아 만들었을 것이라고 생각한다. E. V. 샤프꾸노프는 한자는 궁중의 귀족과 관료들이, 어법과 발음이 발해인의
언어에 더 적합하였던 룬 문자와 제3의 발해 문자는 발해 도시 주민들 사이에서 사용되었을 것으로 생각한다.
연변대학 조선어문학연구소의 최의수도 이것을 거란 문자나 여진 문자와 같은 한자의 영향을 받은 독자적 문자로 보고 있다.
언어학자 알렉산더 보빈은 2012년 논문에서 여진 문자가 발해 문자에서 발전한 것이라 학설을 제기하였는데, 여전히 의문점이 있다.
반면에, 금 희종의 조칙 중, "모든 관원들을 임명하는 고명(誥命)은 여진인에게는 여진자(女眞字)를 사용하고, 거란(契丹)·한인(漢人)들은 각기 그들이 사용하는 문자를 사용토록 하되, 발해인에게는 한인(漢人)과 똑같이 하라라고 한 것을 근거로 만약 발해가 멸망하기 이전에 이미 자기 종족의 문자를 창제하였다고 한다면, 금나라 초기에 여진·거란·한인 등 여러 종족에게는 각기 자기 종족의 문자를 사용토록 할 때에는 발해족에게도 똑같이 사용을 허가했어야 했지만 그러지 않았기에 발해는 그 말기까지 문자를 창제하지 않았다는 반론도 있다.

## 종교

### 불교
불교의 삼보인 불, 법, 승이 전래되어 수용ㆍ발전되면서 발해의 문화는 한층 더 발전하게 된다. 삼보의 불이란 부처의 혼과 정긴을 의미하는데 불교가 수용 됨으로써 부처의 이러한 정신을 따르기 위한 예배를 위해 당대 모든 역량을 다해 최고급 불상과 불탑, 사찰 등을 만들었다. 삼보 중에 법이란 불교의 경전 즉 부처의 말씀을 의미한다고 보는데 문자가 있는 고급문화로 발전하게 된다. 불교를 통해 교육과 학문도 발전하게 된다. 승이란 석가모니의 뜻을 앞정소 따르는 승려들을 말하는데 불교가 존래, 발전되면거 많은 승려들이 구복과 경전연구를 위해 국제적 왕래를 하면서 경제, 문화적 교류가 이루어지게 되었다. 이러한 입장에서 볼 때 불교는 종교를 넘어 사상과 학문, 교육 등 영향을 미치지 않은 곳이 없다.
발해에서 불교가 성행하였다는 사실은 예배의 중심지인 사찰이 많이 건축되었다는 사실에서 확인할 수 있다. 현재까지 확인된 발해의 절터는 모두 40여 곳이다. 돈화의 구국지역에서 한 곳, 상경일대에서 10여곳, 중경 일대에거 13곳, 동경 일대에서 9곳이 확인되었고 흑룡강성 동녕현의 대승자성 안에서도 절터로 보이는 곳이 조사되었다. 또한 럿;아 연해주 아브리코스 절터 등 5곳 함경도 일대에서도 5개의 절터가 확인되었다. 불탑도 많이 발견되는데 화룡시 용두산 고분군의 정효공주 무덤탑, 훈춘 마적달탑 압록강 상류의 장백 조선족 자치현의 영광탑 등이 유명하다. 또한 상경성터에 6미터나 되는 석등과 거대 석불이 남아 있는 것도 발해의 불교 수준을 알게한다. 이 곳에서는 불상만 1000여점 가까이 출토되었다. 불상에는 돌로 만든 석불, 철로 만든 철불, 구리에 금칠을 한 금동불 그리고 구리의 동불, 구리의 소조불, 마른옻칠을 한 건칠불 등이 출토되었으며 벽화에도 불상이 그려져 있었다. 불상 중 전불이라는 틀에서 뽑아낸 불상도 많았다.
발해의 불교는 2가지로 나누어 볼 수 있다. 160년 이상 수도였던 상경성을 중심으로 성행하였던 관음신앙이란 관세음보살을 일심으로 반복 염불하여 현세의 권한에서 벗어나서 영험을 얻고 복을 얻고자하는 신앙을 말한다. 관음신앙은 화염경, 법화경 등 여려 경전 속에서 신앙을 체득하여 여러 형태의 불상을 만들어 숭배하였다. 동경 중심으로 성행하였던 법화신앙이란 법화경을 중심으로 깨달음의 단계인 성문승, 영각승, 보살승의 3승이 1불승 하나로 통섭되는 회삼귀일을 이루려는 신앙형태를 맣안다. 이를 신앙하는 많은 사람들은 석가불과 다보불이 다보탑 안에 나란히 앉아 있는 이불병좌상을 만들어 숭배하였다.
발해 문왕이 불교를 호국이념으로 삼았는 것으로 보아 불교를 중시했음을 알 수 있다.

### 도교
도교는 신선사상을 기반으로 자연 발생하여 노장사상 & 유교 & 불교 그리고 통속적인 여러 신앙 요소들을 받아 들여 형성된 종교이다. 도교가 성행한 기록들을 찾아볼 수 있는데 금액환단백문결, 해객론 등에서 발해인 이광현을 통해 기록된 도교의 흔적및 당에 보낸 마노궤는 신선(神仙)한 글을 담는데 사용하였고 불로장생의 명약으로 수은 등을 선물 하였던 점 노장 경전인 장자를 인용하고 공주의 출생을 무악, 무산신녀, 신선 등으로 표현하며 묘지명을 도교와 관련 있는 고사로 인용하는점에서 도교의 흔적을 볼 수 있다.

### 경교
서양에서는 완전히 무시되었던 네스토리우스교는 그 특유의 끝이 넓게 펼쳐진 톡특한 모습의 십자가 석관으로 만든 네스토리우스교의 선교사와 신도들의 무덤이 중앙아시아, 중국에서도 발견되었으며 발해의 영역이렀던 러시아 연해주 아브리코스절터의 십자가 점토판 등이 발견되었다. 경교가 퍼질 수 있었던 까닭은 적극적으로 현지의 문화와 결합하였기 때문에 발해에서도 받아 들여졌으며 경교의 유적은 모두 불교 유적에서 발견되었다는 점에서 알 수 있다.
경교는 기독교의 일파인 네스토리우스교이다. 네스토리우스교란 콘스탄티노플의 주교였던 네스토리우스(368~450)이 주장한 양성설(dyophysitism)을 따르는 종파들을 말한다.

## 군사
발해의 군사조직은 중앙군으로 10위를 두어 왕궁과 수도의 경비를 맡겼고, 지방지배조직에 따라 지방군을 편성하여 지방관이 지휘하게 하였다. 국경의 요충지에는 따로 독립된 부대를 두어 방어하기도 하였다.
발해의 군사제도 완비 과정은 크게 3시기로 분별하여 살필 수 있다. 첫 번째 시기는 건국 초기 확장된 영토 범위에 행정 제도를 마련한 시기, 두 번째 시기는 《신당서》 발해전에 기록되어 있는 10위 설치 시기, 세 번째 시기는 내양왕(內養王) 왕종우(王宗禹)가 발해에 사신으로 다녀온 이후 발해의 군사 상황에 대해 보고한 시기이다.
발해는 만주와 연해주, 흑룡강과 동해 연안 방면의 말갈족을 정복해오며 영토를 넓혀왔고 그 과정에서 여러개의 성을 쌓았다.
팔련성, 마리야노프카 성, 청해토성, 콕샤로프카 성터, 크라스키노 성터, 파르티잔스크의 니콜라예프카 성터, 스쵸클라누하 성터, 비트틱 산 성터, 류잔카 성터, 우스티-쵸르나야 성터, 남우수리스크 성터, 코르사코프카 성터, 노브고르데예프 성터 등이 있다.

### 첫 번째 시기
첫 번째 시기는 전반적으로 제도가 마련되는 시기이다. 이 기간에는 과거 고구려의 유제(遺制)를 강하게 지니고 있었던 시기로 군사와 행정을 겸직하고 있는 점이 눈에 띈다. 《유취국사》 권193에는 "발해는 사방이 2천 리에 달하며 주현 관역이 없고, 곳곳에 마을이 있는데 모두 말갈 부락이다. 그 백성들은 말갈인들이 많고 토인이 적다. 모두 토인을 촌장으로 삼는데, 대촌에는 도독(都督)이라고 부르고 다음은 자사(刺史)라고 부르며 그 아래의 백성은 모두 수령이라고 부른다." 라고 기록하였는데, 도독이나 자사는 아마도 발해국의 지방 행정 장관으로, 예를 들면 약흘주도독, 목저주자사, 현토주자사와 같은 유형이라고 할 수 있다. 이 시기에는 아직 제도가 마련된 초기이므로 전 왕조 고구려의 유제가 곳곳에 남아있었을 뿐만 아니라, 전국에 대한 구획도 아직 미비된 상태라고 할 수 있다. 따라서 군사적인 측면에서는 긴장 관계가 조성된 지역을 중심으로 군대를 파견하는 모습이 보인다.
고왕·무왕 시기의 지속적인 영토 팽창을 통하여 강역권이 확정되고, 그 확정된 강역과 인구 및 세수의 확보를 통해서 관제의 개편과 완비가 이루어졌다. 건국 초기 승병이 몇 만명에 불과하였던 상황에 비추어 보면 발해는 확대된 강역과 인구에 대한 전반적인 조정이 필요했을 것이다. 특히 발해는 주변의 강국인 당(唐)·돌궐·거란·흑수말갈·신라 등과 국경을 마주하고 있었고, 초기의 강력한 정복 전쟁으로 인하여 주변과의 관계가 악화되어 있었다. 또한 당의 압제에서 벗어나 천신만고 끝에 나라를 세웠고 전 시대의 패주였던 고구려의 멸망을 목도했던 발해에게는 더욱 군사적 측면에서의 강화와 정비가 요구되었다. 따라서 이 시기는 발해가 확장된 강역 범위에 고구려의 유제를 바탕으로 새로운 체제를 확립하기 위해 기반을 닦는 시기라고 할 수 있다.

### 두 번째 시기
두 번째 시기는 《신당서》 발해전에 기록된 중앙 부서와 10위가 설치되는 시기이다. 중앙에 설치된 3성 가운데 하나인 정당성(政堂省)에서는 군대를 관리하고 선발하며, 지도와 전차·수레·무기를 관리하는 관할 부서인 지부(智部)가 설치되어 있고, 그 하위에도 융부(戎部), 수부(水部) 등 실무 기구가 설치되어 있었다. 게다가 758년 일본에 사신으로 간 양승경(楊承慶)의 경우는 중앙 관직인 보국대장군겸장군((輔國大將軍兼將軍)과 지방 장관의 관직인 목저주자사(木底州刺史) 및 중앙의 국방을 담당하는 실무 부서로 보인다. 그러나 중앙의 관직 체계에서 그 명칭이 보이지 않아 그 연원을 살피는 것은 어려움이 있다. 이와 같이 발해는 제도를 완비해 가는 과정에서 군사를 담당하는 중심 부서로서 지부와 그 하위 부서인 융부 또는 병서를 설치하여 조직화 하고 있음을 볼 수 있다.
다음으로 발해에는 "좌·우맹분위(左右猛賁衛), 좌·우웅위(左右熊衛), 좌·우비위(左右羆衛), 남좌·우위(南左右衛), 북좌·우위(北左右衛)가 있었으며 각각 대장군과 장군이 1인씩 있었다."고 하여, 발해에 10위 제도가 있었음을 보여주고 있다. 이것은 당나라의 16위 혹은 12위와 같은 맥락에서 출발한 것으로 생각된다. 각 위(衛)에는 대장군 1명, 장군 1명을 두었는데, 이것은 당나라 모든 위의 상장군(上將軍)과 장군(將軍)에 해당한다. 10위는 왕실 내외의 경비를 담당하며 지방의 부병(府兵)을 관할한다. 1960년 발해 상경 용천부 황성 유지(遺址) 서남쪽에서 발해 '천문군지인(天門軍之印 : 발해 군사 조직의 하나인 '천문군'의 관인으로 전서체로 새겼다. 이 관인은 1960년 상경 용천부 황성 서남쪽에서 발견되었으며, 크기는 5.3×5.3cm이다. 이 관인의 발견은 발해에 새로운 군사 조직이 존재했을 가능성을 보여준다.)' 1점이 발견되었는데, 이것은 발해의 위에 소속된 군대가 황성(皇城)의 각 성문을 나누어 지켰음을 보여준다.
한편 《속일본기》에는 728년에 온 사신단 가운데 유장군(游將軍) 과의도위(果毅都尉) 덕주(徳周)가 포함되어 있다. 과의도위는 당나라 군사 제도의 명칭을 따른 것이다. 당나라 부병제에는 위로는 위(衛)와 아래로는 절충부(折衝府)가 있다. 절충부에는 다시 상(上)·중(中)·하(下)의 구별이 있는데, 각 부에는 절충도위(折衝都尉) 1명과 좌·우의 과의도위 2명이 있다. 상부(上府)의 과의도위는 종5품하, 중부(中府)의 과의도위는 정6품상, 하부(下府)의 과의도위는 종6품하에 해당된다. 발해의 경우 과의도위의 존재는 아마도 당의 부병제(府兵制)를 본받아 주·현에 부병을 설치한 것으로 생각된다.
특히 건국 초기 일본으로 간 사신들의 관직을 살펴보면 ○○장군·보국대장군 등 무관직을 지닌 인물들이 중심이다. 자사는 조서를 받들어 주를 감찰하는 지방 행정장관이고, 대장군 및 장군의 경우는 무관의 최고 지위이다. 이와 같이 다양한 무관직이 보이고 있는 것은 이들이 사행(使行)을 갈 시기에는 이미 제도적인 측면에서 정비 과정이 진행되고 있음을 보여주는 것이라고 할 수 있다.

### 세 번째 시기
세 번째 시기는 내양왕 왕종우가 발해 사행을 다녀온 이후 발해의 군사 상황을 보고한 시기이다. 832년 왕종우가 발해에서 돌아와 당 문종에게 올린 보고에서 "발해에는 좌우신책군(左右神策軍)이 있고, 좌우삼군(左右三軍)과 120사(司)가 있다."고 하였다. 이것으로 판단하면, 초기의 장군직을 지닌 제도에서 좌우 10위로 정비되었다가 왕종우가 사행을 마치고 복명(復命)할 당시에는 이미 좌우신책군과 좌우삼군 그리고 120사의 군사 조직으로 확대 개편되었음을 알 수 있다. 좌우삼군에 대해서 당나라의 제도를 예로 들면, 좌삼군은 좌룡무(左龍武), 좌신무(左神武), 좌우림(左羽林) 삼군이고, 우삼군은 우룡무(右龍武), 우신무(右神武), 우우림(右羽林) 삼군이다. 이 6군은 모두 위군(衛軍)이다.
왕종우의 보고 내용을 보면, 발해의 군제 조직도 당나라를 모방하여 위군(衛軍)과 부병(府兵)을 설치하였다고 생각된다. 당나라 제도는 위군과 부병을 나누어 설치하였고, 호를 계산하여 병졸을 충당하였다. 경사(京師)의 금군(禁軍)이 가장 많았을 때에는 16위에 이르렀고, 매 위 마다 만 명 이상이었다. 지방에는 부병을 설치하여 전국에 모두 634개의 부를 설치하였다. 부에는 낭장(郞將)을 두고 각각 제위(諸衞)의 통치를 받도록 예속시켰다. 이러한 엄격하고 방대한 군사 기구는 발해에 대해 매우 커다란 영향을 미쳤고, 이를 모방하여 10위와 신책군 등을 설치하였다.
발해가 당나라를 모방하여 부병을 설치하였는지에 대해서는 사서에 기록이 없다. 그러나 발해가 장기적으로 대외 팽창을 통해서 강역을 확장한 것과 무관 가운데 자사, 낭장, 과의도위, 별장 등이 존재했던 것에 근거하면, 발해에는 부병제를 실시하였을 것이다. 동시에 [신당서] 발해전에서 "발해 부여부는 거란의 변경에 있는데, 항상 강병을 설치하여 거란을 방비하였다." 라고 하여 발해에 10위 이외에도 각 부에 분명히 지방병이 있었음을 엿볼 수 있는데, 이것은 당나라의 부병과 유사하여 변경의 대외 작전을 공고하게 하는 중요한 군사력이 되었다. 낭장·별장 등의 무관직은 모두 대무예 통치 시기에 출현한 것으로 이 시기 발해가 이미 당나라의 군제를 모방하여 금군과 지방군을 설치하여 군제를 실시하고 있었음을 설명한다.
발해인은 본래 장정 3명이면 호랑이도 잡을 정도로 용맹함을 숭상하였으므로 군인이 된 자는 자연이 매우 용맹하였을 것이다. 그 군대의 수도 초기의 승병 수만에서 점차 후기의 수십만으로 확대되었다. 대무예 통치 시기에 발해의 병력은 고구려 30만 대군의 1/3에 이르렀다고 한다. 당연히 생산과 정복이 상호 결합된 군사 통치 시기에는 노약자나 어린이나 모두 군사가 되었고, 심지어는 한 집안의 부자와 형제가 모두 군대에 포함되어 대외 전쟁의 수요를 충족시켰을 것이다.
발해는 건국 이후에 확장된 강역에 행정적인 편제를 실시하였으며, 군사조직의 설치 또한 예외는 아니었다. 이 과정에서 발해는 긴장 관계가 첨예한 부여부에는 항상 강병을 주둔시킬 정도로 군사적인 역량을 집중시켰고, 초기에 일본으로 파견된 사신단은 주로 무관이 그 중역을 담당했다. 이후 흑수말갈과의 전쟁, 당나라와의 전쟁을 통해서 군사적인 역량을 확장하였으며, 비로소 제도적인 정비가 완비되었다고 생각된다. 그 결과 발해는 중앙 부서에 군사적 역량의 전반을 담당하는 지부와 그 산하에 융부, 수부를 설치하여 일원적인 제도를 마련하였다. 발해는 당의 부병제를 모방하여 10위를 설치하고, 더 나아가서는 좌우신책군과 좌우삼군, 그리고 120사로 군 체계의 개편을 도모하였다.

## 외교

### 신라와의 관계
발해와 신라의 관계는 국제 정세 및 신라의 대당 관계에 따라 달라졌다. 대조영은 초기에 신라에 사절을 보내 우호관계를 맺을 것을 희망하였고, 신라는 이에 고왕에게 대아찬직을 수여하여 화답하였다. 또 다른 주장은 당시 신라가 나당전쟁의 앙금으로 당과의 국교가 일시 단절되는 상황도 이들 관계에 기여했다는 견해도 있다. 한편, 신라는 발해가 자국의 영토를 침입하지 않을까 우려하기도 했다. 발해의 무왕당시 발해는 당과 신라 모두에게 적대적인 관계가 형성되었었는데 신라 성덕왕(聖德王)이 721년에 국경지대에 설치한 북경장성(北境長城)은 발해의 공격에 대비한 것이었다. 732년 등주를 공격당한 당나라는 발해에 대한 보복전을 개시하였는데 이 전쟁에 신라를 개입시키고자 하였다. 신라는 이에 응하기는 했으나 실질적인 군사 도움을 주었는지는 미지수이다.[18] 이후 발해의 지속적인 세력 남하에 대해 위기감을 느끼고 734년 다시 단독으로 발해를 공격하였다. 이 전투로 신라와 발해의 관계는 애초보다 더욱 소원해졌다. 
그러나 문왕대에 이르러, 당과 발해의 국교가 정상화되면서 신라와의 긴장관계도 점차 완화되어 갔다. 가장 큰 기여를 한 것이 발해와 신라간의 교역을 쉽게 하기위한 길, 즉 ‘신라도’의 개설인데 이를 통해 사신을 파견하고 상호 경유하였다. 하지만 8세기 이후 당 중심의 동아시아 국제질서에서 당은 발해에 우호적이지 않았다. 당시 발해는 돌궐 및 거란과 합세하여 급속히 세력을 성장시켜 나가고 있었으며, 당은 신라를 통해 이를 견재하려 하였다. 당은 733년 신라에게 발해 공격을 요구하며 성덕왕에게 최고위 관직(문신관인 종1품 개부의동삼사와 독자적 군사권을 가진 영해군사직)을 하사하기도 하였다. 신라는 이를 명분으로 당과의 완충지대였던 패강 지역에 군사를 주둔시킬 수 있었으며 이후 신라의 영토로 인정받았다. 이처럼 당의 등거리 외교에 이용된 신라와의 관계는 점차 발해와 신라 양국간의 대립적인 관계로 변질되어 갔고 양 국간의 무역이나 교류에도 불구하고 상호 이질적인 존재로 여기게 되었다.

### 당과의 관계
발해와 당나라의 관계는 처음에는 별로 좋지 않았다. 당이 발해 건국 초기 이를 진압하기 위해 군사적 토벌을 강행하였지만 발해에게 계속된 패배에 의해 기존의 토벌방침을 바꾸어 발해를 인정하고 국교를 수립하게 된다. 여기에는 영주지역을 회복하려는 의도가 맞물려 있었으며, 동북정책을 강화하려는 의도도 포함되어 있었다. 이 시기에 당은 먼저 사신을 파견하여 대조영을 회유함으로써 발해의 토벌을 공식적으로 철회하고 그 결과 대조영은 왕자를 당에 파견하였고 당은 대조영을 책봉함으로써 국교를 수립하였다. 거란과 돌궐 등이 당의 변방지역을 공격하면서 관계가 악화되기도 했지만, 8년이 지난 713년에 관계가 정상화되었다. 
이후 무왕이 왕위에 올랐고 당과의 친선관계를 맺은 흑수말갈의 토벌을 위해 공격하려 하자 그의 동생 대문예는 당과의 전쟁을 걱정하여 토벌에 반대하게 되고 그 결과 대문예가 당에 망명하게 되는데 무왕이 당에 대문예의 송환을 요구하자 거절하니 결국 군사적 충돌로 이어지게 된다. 그 결과 당의 등주 등을 공격(장문휴로 하여금)하고 대문예를 암살하려는 계획이 실패하여 무산되고, 당과 신라의 협공이 실패한 후 신라의 독자적인 공격, 거란의 당으로의 복속 등 국제정세가 발해에 불리하게 돌아가자 더 이상의 강경책을 진행할 수 없게 되었다. 736년 당과 발해는 상호간에 표류하고 있는 사신과 포로들을 교환함으로써 화해의 분위기를 조성하였고, 이후 문왕이 왕위에 오르면서 두 차례 사신을 당에 파견하였으며 표서피 1000장과 건문어100구를 바치는 등을 통해 관계회복에 박차를 가하였다. 그 결과 문왕은 당의 책봉을 받게 되고 두 국가 간의 관계는 완전히 회복될 수 있었다.

### 일본과의 관계
727년 발해 무왕 때 처음으로 일본에 사신을 파견하였으며 이후 양국은 지속적인 교류관계를 유지해 왔다. 초기의 발해와 일본과의 관계는 신라를 견제하기 위한 정치적인 성격이 강했으나, 후에는 문화적 교류와 상업('일본도'를 통해)이 발달하였다. 하지만 초기에도 꼭 정치적인 외교로만 일괄된 것이 아니라 경제 및 문화 교류의 역할도 수행하고 있었으며 발해의 필요에 의해서만이 아니라 일본의 필요성 역시 개입되어있다는 사실이 사료를 통해 드러난다. 하나의 예로 첫 번째 사절단이었다고 기록되어 있는 고재덕 일행은 담비가죽 300장을 비롯한 교역물품을 가져갔는데, 이에 대해 일본은 비단수건10필, 거친명주 20필, 명주실100구, 면 200돈을 답례품으로 주었다고 되어있다. 이는 발해사가 가져간 모피가 일본사회에 미친 영향이 자뭇 컸다는 것을 의미한다. 위에서 말하는 초기의 정치적 성격이란 당시 당/신라 등과 대립하고 있던 상황에서 일본과 우호적인 관계를 통해 그들을 견제하고자 하는 의도가 포함되어 있음을 의미한다. 919년까지 발해는 일본을 총34차례 방문하였고, 일본은 발해를 13차례 방문하였다고 기록되어 있다. 총 47회에 이르는 교류는 양국간에 긴밀한 관계가 있었음을 보여주는 좋은 증거이다. 
발해는 일본에 사신을 보낼 때 고려국왕이라는 호칭을 쓰며 자국이 고구려를 계승한 국가임을 알렸다. 일본 역시 발해를 고구려 계승 국가로 인정하며 견발해사를 파견하였다. 8세기 후반에 이르면서 종종 대립국면이 나타나기도 하는데 여기에 대해 일본측은 자국을 방문해 오는 발해에 대해 일본이 주도적위치에서 외교적 요구를 내세웠고 발해는 이에 순응해왔다고 이해하고 있지만(군신의 관계성립), 이는 선점적인 권리를 역사적으로 입증하기 위한 것일 뿐이라는 의견이다. 743년 일본과 신라는 국교를 일시단절한 이후 발해와 일본의 관계는 지속적으로 우호적이었고, 일본은 후지와라 정권 때 신라 침공 계획을 세웠는데 발해의 협조를 얻기 위해 발해에 사신을 더 많이 파견하기도 했다. 일본과 발해는 발해 멸망 직전까지 이러한 우호적 관계를 수립했으며, 이는 발해의 균형 외교책이 거둔 실리이기도 했다

### 거란과의 관계
거란족은 4세기 후반부터 역사에 등장하게 되는데 초기부터 부여 및 고구려와 교섭하였다고 한다. 이후에는 고구려에 대하여 종속과 비종속적 관계를 계속 이어왔으며 640년대 전반부터 종주국인 당나라를 대리하여 고구려 공격의 최선봉으로 활약하였다. 이들은 4세기 후반에서 10세기 중반 경에 이르기까지 중국 왕조와 고구려 세력의 중간에서 끊임없이 공격과 위협으로 존망의 위기를 맞기도 하였다. 발해가 건국하는데는 거란족은 큰 역할을 했다. 당시 거란족이 당나라 내에서 반란을 일으켰는데 이 틈을 타 대조영이 옛 고구려인을 이끌고 동모산으로 가서 발해를 건국했기 때문이다. 또한 무왕 시기에는 발해, 돌궐, 거란의 3세력이 연합해 마도산 전투에서 당군을 물리치기도 했다. 이후 발해의 국력이 선왕 시기에 이르러 강대해졌을 때에는 거란도(契丹道)라는 무역길이 트여 발해와 거란 양국의 교역이 활발해 지기도 하였다. 이때까지만 해도 우호적이던 양국의 사이가 원수가 될 지는 아무도 예상하지 못했다. 이전부터 당과 회골이 쇠퇴 후 멸망하고 발해역시 9세기 내부갈등으로 내리막길에 가고있었다. 발해가 크게 팽창하던 선왕(宣王) 시기에 이르러 발해와 거란 연맹 간의 관계는 크게 악화되기 시작하여 요 태조의 치세에는 태조 본인이 발해와는 대대로 원수였다고 이야기할 정도가 되었다. 903년 봄 여진족을 정벌하여 3백호를 잡아 데려왔고, 이어 해와 습, 동북여진을 토벌하였으며, 908년 10월에는 진동해구에 성을 쌓아 교통로를 차단하고 909년 정월에는 요동으로 915년에는 압록강까지 나아갔다. 916년 스스로 황제에 오르고 918년 요양고성으로 행차하던 중 요동의 중요성을 인식하고 919년 이 고성을 보성하여 쌓은 후 한인과 발해인을 함께 이주시켜 요양에 거주하게 한다. 요양지역을 더욱 적극 경영하기 위해 요주를 후원기지로 두지만 발해가 요주를 공격하면서 두 국간의 충돌이 피할 수 없게 되고, 제일의 목표가 서방의 유목민 평정과 남방의 중국을 제지하려는 목적을 가지고 있던 거란은 그 계획을 실현해 나간다. 대략 916년경부터 시작하여 1년 3개월에 걸쳐 서방 투르크 세력의 화골과 사타, 티베트 세력인 토혼 그리고 북방의 몽골세력인 오고 등이 거란의 세력권으로 들어오게 된 서북원정을 마무리지은 후 다음 목표인 중국으로 나아가기 위해 계획을 세우는데 여기에는 항상 발해가 근심거리였기에 먼저 발해를 정복하기로 한다. 요 왕조의 강력한 공세로 요양(遼陽)이 함락당하자, 발해는 큰 위기에 빠지게 된다. 요양이 무너져 발해의 방어선에 큰 공백이 생긴 것이다. 요양을 취한 요군은 이를 이용해 발해에 심한 방어 부담을 가중하고 다방면으로 공세를 펼칠 수 있게 되었다. 그리하여 925년 12월 마침 발해 정복에 나서게되고 가중하고 다방면으로 공세를 펼칠 수 있게 되었다. 그리고 926년, 요군은 부여부(扶餘府)를 급습해 빠르게 발해의 방어 병력을 무력화하고 상경성을 포위, 3일 만에 15대왕 228년만에 발해는 멸망하게 된다. 해동성국이라 불리던 발해가 거란족의 침입으로 인해 제대로 저항도 하지 못한채 순식간에 무녀저 버리게 된 것이다. 1998년에 발해 크라스키노 성의 우물 내부퇴적토에서 거란의 화병 토기가 출토되었다. 이 토기는 화병모양이며 목 가운데와 목과 어깨의 경계 부분에 돌대가 각각 1줄씩 돌아간다. 동체 하단부에는
9줄의 문양대가 돌아가고 있는데 모두 너비가 약간 있는 짧은 선으로 채워져 있다. 바닥의 가운데에는 둥근 원이 하나
양각으로 표현되어 있다. 이 토기의 전체 높이는 24.2㎝이다. 발굴 보고자들은 이 토기를 거란 토기로 보고함과 동시에 동체 하단부의 문양과 바닥의 둥근 원은 거란토기에 특징적이라고 지적하면서 거란이 발해를 정복할 때에 거란 군대가 이곳까지 온 증거가 될 수도 있다는 의견을 피력하였다. 이 형태의 화병모양 토기는 실제로 거란 유적에서 적지 않게 출토되었는데 동체 하단부에 상기한 것과 동일한 문양이 시문된 경우가 많다. 요녕성 조양시 야율연녕 무덤에서 출토된 토기를 그 대표적인 예를 제시할 수 있다. 또한 거란에는 이 형태의 자기 혹은 시유 토기도 사용되었다. 그 중의 한 예로서 내몽골 과우전기 백신둔 요묘에서 출토된 ‘백유병’을 들 수 있다. 따라서 이 토기는 거란 토기임이 틀림없지만 요 건국 이전과 이후로의 구분이 아직 분명하지 못한 것으로 생각된다. 또한 거란의 사슴무늬 대형 화병모양 토기가 상경성 2호 궁전 기지에서 출토되었다. 경부와 동체 기저부가 따로 떨어져 있는데 원래는 동일 개체의 토기였을 것이다. 대형의 호로 보고되었지만 동체 어깨 부분에서 크게
축약되는 목 부분의 그림을 통해 볼 때에 화병모양 토기였을 것으로 추정된다. 보고서에 따르면 수제이고, 니질의 회도이며, 표면을 삼탄(滲炭) 후에 마광하였다. 표면이 검푸른 흑색이며 음각 ‘화문’으로 장식하였다. 전체 높이는 확인되지 않으며 저경은 20㎝이다.
이 토기의 문양은 ‘화문’과는 거리가 먼 수평의 띠와 곡선의 띠가 어우러진 독특한
모양의 구도로 되어 있다. 각각의 문양 띠는 짧은 선들을 조밀하게 긋거나 혹은 찍어 만든 것으로 생각된다. 그런데 이와 비슷한 모양의 문양으로 장식된 비슷한 기형의 토기가 내몽골 파림우기에 위치하는 요 회주성의 저장유구에서 출토된 것이 있다. 회주성 토기는 각획쌍녹문회도장경병(刻劃雙鹿紋灰陶長頸甁)으로 소개되어 있다. 상경성 출토 토기에는 수평의 띠와 곡선 모티브의 띠가 서로 어울러져 있는데 어깨 부분의 수평 띠 위로는 그림의 내용이 차이가 나지만 그 아래에는 사슴의 뿔이, 그리고
동체 하부에는 사슴의 다리가 분명하게 구분된다. 더욱이 동체 기저부에 수평의 띠들이조성된 것도 회주성 출토 토기와 서로 동일하다. 그 외에도 화병모양이라는 기형, 대형이라는 크기, 선을 긋거나 새긴 시문기법, 기면 처리방식 등이 서로 매우 비슷하다.
따라서 상경성 출토 사슴무늬 토기는 거란 토기임이 분명하다. 그리고 그 출토 위치가 제2호 궁전의 기지, 즉 기단이기 때문에 발해시기에 사용된 것도 분명하다. 따라서 이 사슴무늬 화병모양 토기는 발해와 요 건국 이전의 거란과의 교류에 대해 증명할 것이다.

### 돌궐과의 관계
돌궐은 6세기 중엽부터 약 2백년 동안 몽골 초원을 중심으로 활약한 종족인데 이들은 후에 동과 서로 나뉘게 되고 고구려 및 발해와 관계한 세력은 주로 동돌궐이었다. 발해의 고왕은 건국 초 당에게 위협을 받는 상태에서 돌궐에 사신을 파견하는 등 당시 동아시아의 정세를 이용해 발전의 기틀을 다졌다. 특히 고왕이 건국 전후로 하여금 돌궐에 사신을 파견한것은 돌궐과의 관계는 매우 의미있는 것으로 추측된다. 발해 제2대 무왕 시기 발해가 당의 등주 등을 공격하면서 발해와 돌궐사이가 가까워졌지만 당과 발해 사이가 호전되고 당이 돌궐을 공격하면서 발해와의 관계도 단절되었다.

### 흑수말갈과의 관계
흑수말갈은 오늘날 아무르강 중류 일대의 나이펠드-동인문화로 비정되고 있다. 이 문화의 발해이전 시기 유적들을 중심으로 그 범위를 추정해 보면 흑수의 동서 1천리는 대체로 소흥안령에서 하바롭스크 사이, 남북 2천리는 대체로 의란 부근의 왜긍하에서 블라고베쉔스크 시와 비슷한 위도선까지가 된다.
흑수말갈은 대당관계에서 그 이름이 752년 12월을 마지막으로 사라지고, 또한 775년 무렵에는 평로절도사의 관할범위에서 흑수말갈이 제외되기 때문에 이는 곧 이 무렵 흑수말갈이 발해의 통
제 하에 들어갔기 때문일 것으로 이해된다. 따라서 불열, 월희, 철리 말갈은 모두 문왕 치세의 전반기에 발해에 복속되었고, 흑수말갈 역시 문왕대에 일정 기간 복속되었을 것으로 추정된다.
동아무르 지역의 나이펠드-동인 그룹 주민들은 이후 8세기경 서(西)아무르 지역으로 이동한 것으로 파악된다. 서아무르 유역의 흑수말갈은 제야강과 부레야강 사이의 저지대를 장악하였고 이곳에 노보페드로브크 무덤유적, 샤프카 무덤유적, 우스티-탈라칸 계절유적, 자비틴스키 무덤유적, 세르게옙스키 무덤유적, 쿠프리야노보 무덤유적, 샤프카산 주거유적 등의 유적을 남겼다. 하지만 선왕대에 다시 발해가 북쪽으로 여러 부족을 공략하여 군읍을 설치 혹은 크게 영토를 넓혔다. 이때의 제부는 월희와 우루가 802년에, 흑수말갈이
815년에 각각 당과 교섭한 사실과 결부되어 설명되고 있다. 월희는 선왕 즉위 후에 다시는 대당교섭을 하지 못하였기 때문에 선왕이 공략한 북의 제부 중에는 월희와 우루도 포함될 것이다. 하지만 서아무르 지역의 흑수는 발해에 행정구역이 설치되지 않았고 또 10세기 초에 다시 당과 교섭을 하기 때문에 완전히 복속되지는 못하였을 것으로 판단된다. 그러나 서기 7~12세기로 편년되는 서아무르의 트로이츠코예 그룹이 서기 8세기보다 이르지 않은 시기에 발해인들이
송화강 유역에서 이곳으로 이동하여 남긴 것으로 판단되면서, 비록 이 지역에 발해 성립 이후에 해당되는 실위의 유적과 서쪽으로 이동한 흑수말갈의 유적들이 함께 발견되고 있지만 이 지역이 발해의 영역에 포함되었을 가능성이 제기된다.

## 교통

### 발해의 5도
- 조공도(대 당 교역로. 압록강을 이용한 수로.)[99]

- 일본도(대 일본 교역로. 동경용원부에서 동해를 거친다.)

- 영주도(대 당 교역로. 상경에서 장령부를 거쳐 당의 영주도독부에 이르는길.)

- 거란도(대 거란 교역로)

- 신라도(대 신라 교역로. 용원부와 남해부의 동해안을 따라 내려간다.)

## 역대 국왕과 연호
|  |  |                                   |                                   |                                   |                                   |                                   |                                   |  |  |                                   |                                   |                                   |                                   |                                   |                                   |  |  | 걸걸중상 乞乞仲象                 |                                   |                                   |                                   |                                   |                                   |  |  |                                   |                                   |                                   |                                   |                                   |                                   |  |  |                                    |                                    |                                    |                                    |                                    |                                    |  |  |  |  |  |  |  |  |  |  |  |  |  |  |  |  |  |  |  |  |  |  |  |  |  |  |  |  |  |  |  |  |  |  |  |  |
|  |  |                                   |                                   |                                   |                                   |                                   |                                   |  |  |                                   |                                   |                                   |                                   |                                   |                                   |  |  |                                   |                                   |                                   |                                   |                                   |                                   |  |  |                                   |                                   |                                   |                                   |                                   |                                   |  |  |                                    |                                    |                                    |                                    |                                    |                                    |  |  |  |  |  |  |  |  |  |  |  |  |  |  |  |  |  |  |  |  |  |  |  |  |  |  |  |  |  |  |  |  |  |  |  |  |
|  |  |                                   |                                   |                                   |                                   |                                   |                                   |  |  |                                   |                                   |                                   |                                   |                                   |                                   |  |  |                                   |                                   |                                   |                                   |                                   |                                   |  |  |                                   |                                   |                                   |                                   |                                   |                                   |  |  |                                    |                                    |                                    |                                    |                                    |                                    |  |  |  |  |  |  |  |  |  |  |  |  |  |  |  |  |  |  |  |  |  |  |  |  |  |  |  |  |  |  |  |  |  |  |  |  |
|  |  | 1 고왕 대조영 高王 大祚榮 698-719 | 1 고왕 대조영 高王 大祚榮 698-719 | 1 고왕 대조영 高王 大祚榮 698-719 | 1 고왕 대조영 高王 大祚榮 698-719 | 1 고왕 대조영 高王 大祚榮 698-719 | 1 고왕 대조영 高王 大祚榮 698-719 |  |  |                                   |                                   |                                   |                                   |                                   |                                   |  |  |                                   |                                   |                                   |                                   |                                   |                                   |  |  |                                   |                                   |                                   |                                   |                                   |                                   |  |  | 대야발 大野勃                      | 대야발 大野勃                      | 대야발 大野勃                      | 대야발 大野勃                      | 대야발 大野勃                      | 대야발 大野勃                      |  |  |  |  |  |  |  |  |  |  |  |  |  |  |  |  |  |  |  |  |  |  |  |  |  |  |  |  |  |  |  |  |  |  |  |  |
|  |  | 1 고왕 대조영 高王 大祚榮 698-719 | 1 고왕 대조영 高王 大祚榮 698-719 | 1 고왕 대조영 高王 大祚榮 698-719 | 1 고왕 대조영 高王 大祚榮 698-719 | 1 고왕 대조영 高王 大祚榮 698-719 | 1 고왕 대조영 高王 大祚榮 698-719 |  |  |                                   |                                   |                                   |                                   |                                   |                                   |  |  |                                   |                                   |                                   |                                   |                                   |                                   |  |  |                                   |                                   |                                   |                                   |                                   |                                   |  |  | 대야발 大野勃                      | 대야발 大野勃                      | 대야발 大野勃                      | 대야발 大野勃                      | 대야발 大野勃                      | 대야발 大野勃                      |  |  |  |  |  |  |  |  |  |  |  |  |  |  |  |  |  |  |  |  |  |  |  |  |  |  |  |  |  |  |  |  |  |  |  |  |
|  |  |                                   |                                   |                                   |                                   |                                   |                                   |  |  |                                   |                                   |                                   |                                   |                                   |                                   |  |  |                                   |                                   |                                   |                                   |                                   |                                   |  |  |                                   |                                   |                                   |                                   |                                   |                                   |  |  |                                    |                                    |                                    |                                    |                                    |                                    |  |  |  |  |  |  |  |  |  |  |  |  |  |  |  |  |  |  |  |  |  |  |  |  |  |  |  |  |  |  |  |  |  |  |  |  |
|  |  | 2 무왕 대무예 武王 大武藝 719-737 | 2 무왕 대무예 武王 大武藝 719-737 | 2 무왕 대무예 武王 大武藝 719-737 | 2 무왕 대무예 武王 大武藝 719-737 | 2 무왕 대무예 武王 大武藝 719-737 | 2 무왕 대무예 武王 大武藝 719-737 |  |  |                                   |                                   |                                   |                                   |                                   |                                   |  |  |                                   |                                   |                                   |                                   |                                   |                                   |  |  |                                   |                                   |                                   |                                   |                                   |                                   |  |  | ?                                  | ?                                  | ?                                  | ?                                  | ?                                  | ?                                  |  |  |  |  |  |  |  |  |  |  |  |  |  |  |  |  |  |  |  |  |  |  |  |  |  |  |  |  |  |  |  |  |  |  |  |  |
|  |  | 2 무왕 대무예 武王 大武藝 719-737 | 2 무왕 대무예 武王 大武藝 719-737 | 2 무왕 대무예 武王 大武藝 719-737 | 2 무왕 대무예 武王 大武藝 719-737 | 2 무왕 대무예 武王 大武藝 719-737 | 2 무왕 대무예 武王 大武藝 719-737 |  |  |                                   |                                   |                                   |                                   |                                   |                                   |  |  |                                   |                                   |                                   |                                   |                                   |                                   |  |  |                                   |                                   |                                   |                                   |                                   |                                   |  |  | ?                                  | ?                                  | ?                                  | ?                                  | ?                                  | ?                                  |  |  |  |  |  |  |  |  |  |  |  |  |  |  |  |  |  |  |  |  |  |  |  |  |  |  |  |  |  |  |  |  |  |  |  |  |
|  |  |                                   |                                   |                                   |                                   |                                   |                                   |  |  |                                   |                                   |                                   |                                   |                                   |                                   |  |  |                                   |                                   |                                   |                                   |                                   |                                   |  |  |                                   |                                   |                                   |                                   |                                   |                                   |  |  |                                    |                                    |                                    |                                    |                                    |                                    |  |  |  |  |  |  |  |  |  |  |  |  |  |  |  |  |  |  |  |  |  |  |  |  |  |  |  |  |  |  |  |  |  |  |  |  |
|  |  | 3 문왕 대흠무 文王 大欽茂 737-793 | 3 문왕 대흠무 文王 大欽茂 737-793 | 3 문왕 대흠무 文王 大欽茂 737-793 | 3 문왕 대흠무 文王 大欽茂 737-793 | 3 문왕 대흠무 文王 大欽茂 737-793 | 3 문왕 대흠무 文王 大欽茂 737-793 |  |  |                                   |                                   |                                   |                                   |                                   |                                   |  |  | 4 대원의 大元義 793               | 4 대원의 大元義 793               | 4 대원의 大元義 793               | 4 대원의 大元義 793               | 4 대원의 大元義 793               | 4 대원의 大元義 793               |  |  |                                   |                                   |                                   |                                   |                                   |                                   |  |  | ?                                  | ?                                  | ?                                  | ?                                  | ?                                  | ?                                  |  |  |  |  |  |  |  |  |  |  |  |  |  |  |  |  |  |  |  |  |  |  |  |  |  |  |  |  |  |  |  |  |  |  |  |  |
|  |  | 3 문왕 대흠무 文王 大欽茂 737-793 | 3 문왕 대흠무 文王 大欽茂 737-793 | 3 문왕 대흠무 文王 大欽茂 737-793 | 3 문왕 대흠무 文王 大欽茂 737-793 | 3 문왕 대흠무 文王 大欽茂 737-793 | 3 문왕 대흠무 文王 大欽茂 737-793 |  |  |                                   |                                   |                                   |                                   |                                   |                                   |  |  | 4 대원의 大元義 793               | 4 대원의 大元義 793               | 4 대원의 大元義 793               | 4 대원의 大元義 793               | 4 대원의 大元義 793               | 4 대원의 大元義 793               |  |  |                                   |                                   |                                   |                                   |                                   |                                   |  |  | ?                                  | ?                                  | ?                                  | ?                                  | ?                                  | ?                                  |  |  |  |  |  |  |  |  |  |  |  |  |  |  |  |  |  |  |  |  |  |  |  |  |  |  |  |  |  |  |  |  |  |  |  |  |
|  |  |                                   |                                   |                                   |                                   |                                   |                                   |  |  |                                   |                                   |                                   |                                   |                                   |                                   |  |  |                                   |                                   |                                   |                                   |                                   |                                   |  |  |                                   |                                   |                                   |                                   |                                   |                                   |  |  |                                    |                                    |                                    |                                    |                                    |                                    |  |  |  |  |  |  |  |  |  |  |  |  |  |  |  |  |  |  |  |  |  |  |  |  |  |  |  |  |  |  |  |  |  |  |  |  |
|  |  |                                   |                                   |                                   |                                   |                                   |                                   |  |  |                                   |                                   |                                   |                                   |                                   |                                   |  |  |                                   |                                   |                                   |                                   |                                   |                                   |  |  |                                   |                                   |                                   |                                   |                                   |                                   |  |  |                                    |                                    |                                    |                                    |                                    |                                    |  |  |  |  |  |  |  |  |  |  |  |  |  |  |  |  |  |  |  |  |  |  |  |  |  |  |  |  |  |  |  |  |  |  |  |  |
|  |  | 대굉림 大宏臨                     | 대굉림 大宏臨                     | 대굉림 大宏臨                     | 대굉림 大宏臨                     | 대굉림 大宏臨                     | 대굉림 大宏臨                     |  |  |                                   |                                   |                                   |                                   |                                   |                                   |  |  | 6 강왕 대숭린 康王 大嵩璘 794-809 | 6 강왕 대숭린 康王 大嵩璘 794-809 | 6 강왕 대숭린 康王 大嵩璘 794-809 | 6 강왕 대숭린 康王 大嵩璘 794-809 | 6 강왕 대숭린 康王 大嵩璘 794-809 | 6 강왕 대숭린 康王 大嵩璘 794-809 |  |  |                                   |                                   |                                   |                                   |                                   |                                   |  |  | 10 선왕 대인수 宣王 大仁秀 818-830 | 10 선왕 대인수 宣王 大仁秀 818-830 | 10 선왕 대인수 宣王 大仁秀 818-830 | 10 선왕 대인수 宣王 大仁秀 818-830 | 10 선왕 대인수 宣王 大仁秀 818-830 | 10 선왕 대인수 宣王 大仁秀 818-830 |  |  |  |  |  |  |  |  |  |  |  |  |  |  |  |  |  |  |  |  |  |  |  |  |  |  |  |  |  |  |  |  |  |  |  |  |
|  |  | 대굉림 大宏臨                     | 대굉림 大宏臨                     | 대굉림 大宏臨                     | 대굉림 大宏臨                     | 대굉림 大宏臨                     | 대굉림 大宏臨                     |  |  |                                   |                                   |                                   |                                   |                                   |                                   |  |  | 6 강왕 대숭린 康王 大嵩璘 794-809 | 6 강왕 대숭린 康王 大嵩璘 794-809 | 6 강왕 대숭린 康王 大嵩璘 794-809 | 6 강왕 대숭린 康王 大嵩璘 794-809 | 6 강왕 대숭린 康王 大嵩璘 794-809 | 6 강왕 대숭린 康王 大嵩璘 794-809 |  |  |                                   |                                   |                                   |                                   |                                   |                                   |  |  | 10 선왕 대인수 宣王 大仁秀 818-830 | 10 선왕 대인수 宣王 大仁秀 818-830 | 10 선왕 대인수 宣王 大仁秀 818-830 | 10 선왕 대인수 宣王 大仁秀 818-830 | 10 선왕 대인수 宣王 大仁秀 818-830 | 10 선왕 대인수 宣王 大仁秀 818-830 |  |  |  |  |  |  |  |  |  |  |  |  |  |  |  |  |  |  |  |  |  |  |  |  |  |  |  |  |  |  |  |  |  |  |  |  |
|  |  |                                   |                                   |                                   |                                   |                                   |                                   |  |  |                                   |                                   |                                   |                                   |                                   |                                   |  |  |                                   |                                   |                                   |                                   |                                   |                                   |  |  |                                   |                                   |                                   |                                   |                                   |                                   |  |  |                                    |                                    |                                    |                                    |                                    |                                    |  |  |  |  |  |  |  |  |  |  |  |  |  |  |  |  |  |  |  |  |  |  |  |  |  |  |  |  |  |  |  |  |  |  |  |  |
|  |  |                                   |                                   |                                   |                                   |                                   |                                   |  |  |                                   |                                   |                                   |                                   |                                   |                                   |  |  |                                   |                                   |                                   |                                   |                                   |                                   |  |  |                                   |                                   |                                   |                                   |                                   |                                   |  |  |                                    |                                    |                                    |                                    |                                    |                                    |  |  |  |  |  |  |  |  |  |  |  |  |  |  |  |  |  |  |  |  |  |  |  |  |  |  |  |  |  |  |  |  |  |  |  |  |
|  |  | 5 성왕 대화여 成王 大華璵 793-794 | 5 성왕 대화여 成王 大華璵 793-794 | 5 성왕 대화여 成王 大華璵 793-794 | 5 성왕 대화여 成王 大華璵 793-794 | 5 성왕 대화여 成王 大華璵 793-794 | 5 성왕 대화여 成王 大華璵 793-794 |  |  | 7 정왕 대원유 定王 大元瑜 809-812 | 7 정왕 대원유 定王 大元瑜 809-812 | 7 정왕 대원유 定王 大元瑜 809-812 | 7 정왕 대원유 定王 大元瑜 809-812 | 7 정왕 대원유 定王 大元瑜 809-812 | 7 정왕 대원유 定王 大元瑜 809-812 |  |  | 8 희왕 대언의 僖王 大言義 812-817 | 8 희왕 대언의 僖王 大言義 812-817 | 8 희왕 대언의 僖王 大言義 812-817 | 8 희왕 대언의 僖王 大言義 812-817 | 8 희왕 대언의 僖王 大言義 812-817 | 8 희왕 대언의 僖王 大言義 812-817 |  |  | 9 간왕 대명충 簡王 大明忠 817-818 | 9 간왕 대명충 簡王 大明忠 817-818 | 9 간왕 대명충 簡王 大明忠 817-818 | 9 간왕 대명충 簡王 大明忠 817-818 | 9 간왕 대명충 簡王 大明忠 817-818 | 9 간왕 대명충 簡王 大明忠 817-818 |  |  | 대신덕 大新德                      | 대신덕 大新德                      | 대신덕 大新德                      | 대신덕 大新德                      | 대신덕 大新德                      | 대신덕 大新德                      |  |  |  |  |  |  |  |  |  |  |  |  |  |  |  |  |  |  |  |  |  |  |  |  |  |  |  |  |  |  |  |  |  |  |  |  |
|  |  | 5 성왕 대화여 成王 大華璵 793-794 | 5 성왕 대화여 成王 大華璵 793-794 | 5 성왕 대화여 成王 大華璵 793-794 | 5 성왕 대화여 成王 大華璵 793-794 | 5 성왕 대화여 成王 大華璵 793-794 | 5 성왕 대화여 成王 大華璵 793-794 |  |  | 7 정왕 대원유 定王 大元瑜 809-812 | 7 정왕 대원유 定王 大元瑜 809-812 | 7 정왕 대원유 定王 大元瑜 809-812 | 7 정왕 대원유 定王 大元瑜 809-812 | 7 정왕 대원유 定王 大元瑜 809-812 | 7 정왕 대원유 定王 大元瑜 809-812 |  |  | 8 희왕 대언의 僖王 大言義 812-817 | 8 희왕 대언의 僖王 大言義 812-817 | 8 희왕 대언의 僖王 大言義 812-817 | 8 희왕 대언의 僖王 大言義 812-817 | 8 희왕 대언의 僖王 大言義 812-817 | 8 희왕 대언의 僖王 大言義 812-817 |  |  | 9 간왕 대명충 簡王 大明忠 817-818 | 9 간왕 대명충 簡王 大明忠 817-818 | 9 간왕 대명충 簡王 大明忠 817-818 | 9 간왕 대명충 簡王 大明忠 817-818 | 9 간왕 대명충 簡王 大明忠 817-818 | 9 간왕 대명충 簡王 大明忠 817-818 |  |  | 대신덕 大新德                      | 대신덕 大新德                      | 대신덕 大新德                      | 대신덕 大新德                      | 대신덕 大新德                      | 대신덕 大新德                      |  |  |  |  |  |  |  |  |  |  |  |  |  |  |  |  |  |  |  |  |  |  |  |  |  |  |  |  |  |  |  |  |  |  |  |  |
|  |  |                                   |                                   |                                   |                                   |                                   |                                   |  |  |                                   |                                   |                                   |                                   |                                   |                                   |  |  |                                   |                                   |                                   |                                   |                                   |                                   |  |  |                                   |                                   |                                   |                                   |                                   |                                   |  |  |                                    |                                    |                                    |                                    |                                    |                                    |  |  |  |  |  |  |  |  |  |  |  |  |  |  |  |  |  |  |  |  |  |  |  |  |  |  |  |  |  |  |  |  |  |  |  |  |
|  |  |                                   |                                   |                                   |                                   |                                   |                                   |  |  |                                   |                                   |                                   |                                   |                                   |                                   |  |  |                                   |                                   |                                   |                                   |                                   |                                   |  |  |                                   |                                   |                                   |                                   |                                   |                                   |  |  |                                    |                                    |                                    |                                    |                                    |                                    |  |  |  |  |  |  |  |  |  |  |  |  |  |  |  |  |  |  |  |  |  |  |  |  |  |  |  |  |  |  |  |  |  |  |  |  |
|  |  |                                   |                                   |                                   |                                   |                                   |                                   |  |  |                                   |                                   |                                   |                                   |                                   |                                   |  |  | 11 대이진 大彝震 830-857          | 11 대이진 大彝震 830-857          | 11 대이진 大彝震 830-857          | 11 대이진 大彝震 830-857          | 11 대이진 大彝震 830-857          | 11 대이진 大彝震 830-857          |  |  |                                   |                                   |                                   |                                   |                                   |                                   |  |  | 12 대건황 大虔晃 857-871           | 12 대건황 大虔晃 857-871           | 12 대건황 大虔晃 857-871           | 12 대건황 大虔晃 857-871           | 12 대건황 大虔晃 857-871           | 12 대건황 大虔晃 857-871           |  |  |  |  |  |  |  |  |  |  |  |  |  |  |  |  |  |  |  |  |  |  |  |  |  |  |  |  |  |  |  |  |  |  |  |  |
|  |  |                                   |                                   |                                   |                                   |                                   |                                   |  |  |                                   |                                   |                                   |                                   |                                   |                                   |  |  | 11 대이진 大彝震 830-857          | 11 대이진 大彝震 830-857          | 11 대이진 大彝震 830-857          | 11 대이진 大彝震 830-857          | 11 대이진 大彝震 830-857          | 11 대이진 大彝震 830-857          |  |  |                                   |                                   |                                   |                                   |                                   |                                   |  |  | 12 대건황 大虔晃 857-871           | 12 대건황 大虔晃 857-871           | 12 대건황 大虔晃 857-871           | 12 대건황 大虔晃 857-871           | 12 대건황 大虔晃 857-871           | 12 대건황 大虔晃 857-871           |  |  |  |  |  |  |  |  |  |  |  |  |  |  |  |  |  |  |  |  |  |  |  |  |  |  |  |  |  |  |  |  |  |  |  |  |
|  |  |                                   |                                   |                                   |                                   |                                   |                                   |  |  |                                   |                                   |                                   |                                   |                                   |                                   |  |  |                                   |                                   |                                   |                                   |                                   |                                   |  |  |                                   |                                   |                                   |                                   |                                   |                                   |  |  |                                    |                                    |                                    |                                    |                                    |                                    |  |  |  |  |  |  |  |  |  |  |  |  |  |  |  |  |  |  |  |  |  |  |  |  |  |  |  |  |  |  |  |  |  |  |  |  |
|  |  | 15? 대인선 大諲譔 906?-926        | 15? 대인선 大諲譔 906?-926        | 15? 대인선 大諲譔 906?-926        | 15? 대인선 大諲譔 906?-926        | 15? 대인선 大諲譔 906?-926        | 15? 대인선 大諲譔 906?-926        |  |  |                                   |                                   |                                   |                                   |                                   |                                   |  |  | 14? 대위해 大瑋瑎 894?-906?       | 14? 대위해 大瑋瑎 894?-906?       | 14? 대위해 大瑋瑎 894?-906?       | 14? 대위해 大瑋瑎 894?-906?       | 14? 대위해 大瑋瑎 894?-906?       | 14? 대위해 大瑋瑎 894?-906?       |  |  |                                   |                                   |                                   |                                   |                                   |                                   |  |  | 13 대현석 大玄錫 871-894?          | 13 대현석 大玄錫 871-894?          | 13 대현석 大玄錫 871-894?          | 13 대현석 大玄錫 871-894?          | 13 대현석 大玄錫 871-894?          | 13 대현석 大玄錫 871-894?          |  |  |  |  |  |  |  |  |  |  |  |  |  |  |  |  |  |  |  |  |  |  |  |  |  |  |  |  |  |  |  |  |  |  |  |  |

- 대현석 이후 왕의 가계는 불분명하다.
- 대현석 이후 멸망에 이르기까지 기록의 분실로 인해 알려지지 않은 왕들이 더 있을 것으로 추측된다.

| 대수 | 시호       | 이름               | 연호                  | 재위기간        |
| ---- | ---------- | ------------------ | --------------------- | --------------- |
| -    |            | 걸걸중상(乞乞仲象) |                       | -               |
| 1    | 고왕(高王) | 대조영(大祚榮)     |                       | 698년 ~ 719년   |
| 2    | 무왕(武王) | 대무예(大武藝)     | 인안(仁安)            | 719년 ~ 737년   |
| 3    | 문왕(文王) | 대흠무(大欽茂)     | 대흥(大興) 보력(寶曆) | 737년 ~ 793년   |
| 4    |            | 대원의(大元義)     |                       | 793년           |
| 5    | 성왕(成王) | 대화여(大華璵)     | 중흥(中興)            | 793년 ~ 794년   |
| 6    | 강왕(康王) | 대숭린(大崇隣)     | 정력(正歷)            | 794년 ~ 809년   |
| 7    | 정왕(定王) | 대원유(大元瑜)     | 영덕(永德)            | 809년 ~ 812년   |
| 8    | 희왕(僖王) | 대언의(大言義)     | 주작(朱雀)            | 812년 ~ 817년   |
| 9    | 간왕(簡王) | 대명충(大明忠)     | 태시(太始)            | 817년 ~ 818년   |
| 10   | 선왕(宣王) | 대인수(大仁秀)     | 건흥(建興)            | 818년 ~ 830년   |
| 11   |            | 대이진(大彝震)     | 함화(咸和)            | 831년 ~ 857년   |
| 12   |            | 대건황(大虔晃)     |                       | 857년 ~ 871년   |
| 13   |            | 대현석(大玄錫)     |                       | 872년 ~ 894년?  |
| 14?  |            | 대위해(大瑋瑎)     |                       | 894년? ~ 906년? |
| 15?  |            | 대인선(大諲譔)     |                       | 906년? ~ 926년  |

- 13대 왕인 대현석을 경왕 · 마지막 왕 대인선을 애왕이라 부르는 경우가 있으나 이는 과거 일본인이 신라의 경애왕과 혼동하여 잘못 만들어낸 오류이다.[100]
- 발해에는 현재까지 모두 15명의 국왕이 있었다고 추정되지만 13대왕 대현석과 14대왕으로 추정되는 대위해 사이 그리고 대위해와 마지막왕 대인선 사이에 단명한 왕들이 더 존재했을 가능성도 있다.[101]
- 환단고기에서는 11대 왕인 대이진이 장왕 또는 화왕으로 기록되어있다.

## 발해와 역사 인식

### 발해와 역사서
유득공(柳得恭)의 《발해고》에 의하면, 18세기의 규장각에서도 발해의 정식 역사서를 찾을 수 없었다. 하지만, 진위 논란이 있는 자료 중에는 발해의 역사를 기술하지 않으나 발해 때에 쓰인 것으로 추정되는 역사서들이 있다.
- 《규원사화》의 토대가 된 《진역유기(震域遺記)》는 발해 유민들이 고려에 귀화할 때 가지고 왔을 것으로 추측되는 《조대기》를 근거로 쓰였다고 한다.
- 《단기고사》는 그 서문에서 대조영의 동생인 대야발이 편찬했다고 한다.

이들은 모두 발해가 아닌 고조선 이전의 역사를 담고 있다. 하지만, 이 책들은 그 내용이 시대에 어긋나는 것들이 많아 한국 사학계에서는 위서로 판단한다.
그러나 조대기, 진역유기를 토대로 후대 쓰여진 것이므로 ㅣ단계만 걷어내고 또 크로스 체크를 통해 충분히 한국사로 그 가치가 인정될 수 있다.

## 발해사 인식

### 발해 스스로의 인식
무왕과 문왕은 일본에 보낸 국서에서 '고구려의 옛 땅을 수복하고, 부여의 전통을 이어받았다(復高麗之舊居 有夫餘遺俗)' 고 하였으며 759년 일본에 조문사를 보내 스스로를 고려국왕이라 칭하였다.

### 금의 인식
여진족 사람들이 자신의 선조의 사적을 기술한 《금사》세기 태조본기가 있는데, 금나라 사람들의 기록 중에서 《실록》에서 나온 것은 비교적 믿을 만하다.
《금사》본기에는 금의 조상은 말갈(靺鞨)씨로 말갈의 본래 호칭은 물길(勿吉)이고, 물길은 옛 숙신(肅愼) 땅이었으며, 북조 시대에 물길에는 7부가 있었는데, 속말부(粟末部)와 백돌부(伯咄部), 안거골부(安車骨部), 불열부(拂涅部), 호실부(號室部), 흑수부(黑水部), 백산부(白山部)였다고 기록하면서 수나라에서 이들을 말갈이라고 불렀는데, 7부가 모두 같았고, 당나라 초기에 흑수말갈(黑水靺鞨)과 속말말갈(粟末靺鞨)이 있었는데, 속말말갈은 처음에는 고구려에 예속했으며, 성씨는 대씨(大氏)라고 인식했다.
또한 《금사》고려열전에는 당나라 초엽에 말갈에 속말(粟末)·흑수(黑水) 두 부(部)가 있었는데 모두 고구려에 신속(臣屬)하였고, 당이 고구려를 멸망시키자 속말은 동모산(東牟山)을 차지하고 점점 강대해져서 발해(渤海)라고 불렀는데, 성은 대씨(大氏)라 하였고, 금이 요를 정벌하자 발해가 귀부해왔는데, 대개 그 후예라고 인식했다.
금나라를 건국한 완안 아골타는 야율사십(耶律謝十)을 붙잡은 뒤, 양복(梁福)과 알답자(斡荅刺)로 하여금 발해인을 회유하여 "여직(女直)과 발해는 본래 동일한 집안이다."이라고 하였다. 이에 대해서는 여진과 발해가 물길 7부였기 때문이라 하였다. 《금사》 편수자가 물길 시기에 같은 부(部)였다고 한 것은 요말, 금초에 여진과 발해가 별개의 종족이 된 것을 염두에 두고 한 말일 것이다. 이러한 발언에 대해 왕쓰롄은 1983년 《구시학간(求是學刊)"
》에 〈발해유민과 금의 발흥(渤海遺
民與金之勃興)〉에서 조선민주주의인민공화국 과학원 역사연구소에서 발행한 《조선통사》에서 “발해는 우리 선조의 국가이며 발해 유민의 항요부국투쟁을 망친 여진국은 발해 유민의 교활한 동맹자”을 비판하고, "여진과 발해는 본디 동일한 집안(女眞渤海本同一家)"란 구절을 근거로 발해 유민의 반요부흥(反遼復興) 운동에 고려가 적극 참여하지 않았다는 몇 조항을 들어 고려와는 관계가 없고 발해와 여진이 같은 동족에 가깝기 때문에 발해 부흥운동에 여진족이 시종일관 참여하였다고 주장하였다. 반면, 이용범은 완안 아골타가 요나라 치하의 발해와의 동족의식을 불러일으키며 협조를 요청한 언급으로 전적으로 신뢰하기는 어렵다고 주장했다.

### 청의 인식
청 제국 초기 문자옥(文字獄)으로 흑룡강지역에 유배온 오조건(吳兆騫)·방공건(方拱建)·장진언(張縉彦)·양월(楊越)·장분(張賁) 등을 포함한 많은 유학자의 시야에 상경성이 들어왔고, 이로부터 발해사에 대한 기록이 조금씩 남게 되었다. 그렇지만 이들이 남긴 기록은 발해에 대한 관심에서라기보다는 당시 동북 변방[寒地]에 어떻게 해서 이와 같은 유물들이 남아 있게 되었는가에 대한 것이었다.
청대 만주족의 정체성에 대한 시도의 정점으로 만주족에게 처음으로 논리정연한 국사를 제공한《흠정만주원류고》(欽定滿洲源流考, 만주어: ᠮᠠᠨᠵᡠᠰᠠᡳ
ᡩᠠ
ᠰᡝᡴᡳᠶᡝᠨ  ᡳ
ᡴᡳᠮᠴᡳᠨ
ᠪᡳᡨᡥᡝ Hesei Toktobuha Manjusai Da Sekiyen-i Kimcin Bithe) 권6 부족 발해에서는 발해는 흑수말갈의 남쪽에 처했기에 말갈(靺鞨)의 속말부(粟末部)였고, 남으로는 백제를 병탄하고, 북으로는 흑수(黑水)를 겸병하여 면적이 5천 리요, 동방에서 가장 큰 나라가 되었다고 인식했다. 따라서 청대에 발해사는《흠정만주원류고》에 나타나 있는 바와 같이 중국사가 아닌 만주사였다.

### 중화인민공화국의 인식
1919년, 발해사 연구가 시작된 이후 현재까지의 연구 성과에 대해서, 시기별·주제별 연구 현황, 발해사 연구의 동인 등에 대해서 살펴보았다. 중국 학계의 발해사 연구는 1,240편이 이루어졌는데, 그중에서는 단연 고고학 분야가 가장 많고 발해사의 귀속 및 성격에 관한 연구가 뒤를 이었다.
발해사는 청대의 《만주원류고》에 나타나 있는 바와 같이 중국사가 아닌 ‘만주사’였다. 그러나 이러한 발해사가 중국사로 편입하기 시작한 것은 일제의 만주 침략 때부터였다. 역사지리학자이자 역사 전략가로도 평가받는 김육불은 일제에 항거하여《동북통사》를 집필하면서 ‘만주’의 존재를 부정하고 그 지역은 오직 중국의 ‘동북’이어야 한다고 주장하였다. 그러나 발해의 자주성이 전혀 부정된 것은 아니었고, 이후의 주민과 지역이 중화인민공화국인이 되었기에 중화인민공화국사의 일부라고 하는 비교적 학문적 입장에 있었다고 할 수 있다.
중국 학계에서 발해사 연구가 활성화된 계기는 건국 이후 논의되기 시작한 ‘통일적 다민족국가론’의 성립과 밀접한 관련이 있다. 발해사 입장에서 보면, 이 두 시기에 종족 및 국가 성격에 관한 성과가 두드러지는데, 그 이유는 중원과 다양한 형태로 관계를 맺고 있는 소수민족들이 건립한 정치체를 ‘지방정권’ 또는 ‘할거정권’이라고 인식하면서, 역사상의 각 민족관계를 ‘중앙과 지방’이라는 구도 속에서 이해했기 때문이다. ‘통일적 다민족국가론’은 발해사를 포함한 소수민족 역사에 대한 근본이론으로, 1949년 논의가 시작된 이후 1980년대에 이르러 비로소 확립되었다. 이것은 중화인민공화국이 수립된 직후, 중국의 각 민족들이 스스로를 다민족국가 중국의 일원임을 인정하도록 하고, 과거 대한족주의자(大漢族主義者)들이 주장했던 한족(漢族)만이 중국인이라는 의견을 부정하기 위한 현실적인 필요에 의한 것이었다. 이뿐만 아니라 최근 보도되는 중국 언론을 통해서 보면, 중국 학계는 또한 하상주단대공정(夏尙周斷代工程), 중국고대문명탐원공정(中國古代文明探源工程), 요하문명론(遼河文明論)과 같은 대형 프로젝트를 통해서 만주지역에서 출현하는 신석기·청동기시대의 문화에 대한 대대적인 발굴 및 이에 대한 연구를 진행하고 있고, 2007년 4월부터는 제3차 전국문물조사사업을 추진하여 현재는 현지조사 단계에 접어들었다고 한다.
중국 학계는 한국 고대사만이 아니라 소수민족 역사를 영토적 관념에 그
뿌리를 두고 연구하기 시작하였고, 그 결과는 동북공정(東北工程)으로 이어졌다. 이것의 인식틀은 단순히 각 왕조대의 영토만이 아니라 그 역사마저도 중국 역사의 한 부분이라는 논리로, 한국 고대사의 정체성을 뒤흔들기에 충분하다.
이러한 대형 프로젝트의 이론적 배경에는 ‘통일적 다민족국가’ 또는 ‘중화대가정주의’ 인식의 뿌리가 있음을 알 수 있다. 따라서 향후 중국 학계의 연구
경향은 한국사의 기원인 고조선사, 특히 그 문화의 기틀인 신석기· 청동기시대에 대한 역사해석이 주를 이룰 것으로 판단된다. 이것은 현재의 중국 영토 내에 있는 모든 소수민족은 바로 ‘중화대가정’의 일원이며 그 역사는 중국사의 일부라는 견해로 귀결된다고 할 수 있다.

### 몽골의 인식
발해가 멸망하자 유민들이 몽골 지역으로 이주하여 여러 곳에서 활동했
던 유적이 드러나고 있어 몽골에서도 발해사에 대한 관심과 연구가 서서히 늘어나고 있다.
2008년 7월 2~3일에 걸쳐 ‘발해와 동아시아’라는 주제로 국내외 발해사 전문가들이 모인 가운데 국제학술대회를 개
최했는데, 여기서 몽골의 국제유목문명연구소의 오치르(A. Ochir) 교수는 몽골에서 다수의 발해 유적이 발굴됐다고 하였다. 그리고 10세기 이후 발해 문화가 몽골로 전파돼 큰 영향을 끼쳤다고 밝혔다. 발해 유적을 통해 그 문화가 몽골에서도 여전히 영향을 끼치고 있는 점을 보여 주고 있는 것이다.
그 이전에 오운달뢰(烏雲達賚)도 발해 왕실의 대씨 유민들이 서발해(西渤海)라
는 나라를 세웠다는 내용의 글을 발표한 적이 있다. 이 글은 국내에서도 번역
돼 소개되었다. 서발해라는 이름 아래 발해 유민과 지금의 몽골 지역, 또는
몽골사를 연계시켜 이해하려는 것은 일단 주목할 만한 사실이다. 발해 유민
들이 지금의 몽골 지방으로 이주했을 가능성도 있기 때문이다. 하지만 국호나
건립 연대, 소멸과정, 멸망원인 등 여러 문제를 논의하기에는 더 많은 연구가
필요하다고 생각된다.
러시아의 이블리예프(A. Ivliev) 박사도 몽골 내 발해 유민과 관련된 유적에 대해 답사자료를 공개하기도 하였다. 최근 동북아역사재단에서도 발해 유민 관련 유적을 조사하였다.

### 러시아의 인식
1852년에 V. 고르스키가 〈만주 왕조의 시작과 첫 번째 일들〉이라는 논문에서 발해에 대해 언급하였고, 발해 왕국 시기를 ‘만주 역사의 황금시대’로
생각하였다. 1860년, 베이징조약으로 연해주가 러시아 영토로 넘어간 뒤 현대 러시아의 발해사 전공자들은 모두 말갈족이 발해를 건국하였고, 곧 러시아 극동 역사의 일부로 파악하고 있는데, 대표적으로 발해와 여진 시대 전문가인 E. V. 샤프꾸노프는 지금의 나나이족, 울치족, 우데게족, 오로치족, 만주족 그리고 일부 니브흐족의 역사가 발해와 이에 선행한 말갈의 역사와 뗄 수 없는 관계에 있는 것으로 파악하고 있고, 러시아의 발해학계는 발해가 당나라의 지방정권이 아닌 말갈이 사회 경제적으로 발전하면서 이룩한 독립 주권국가였다고 주장한다.

### 신라의 인식
신라시대의 학자 최치원이 신라 국왕의 청원서의 형식을 빌어 당나라 황제에게 바친 《사불허북국거상표(謝不許北國居上表)》에서 발해의 원류를 말갈이라 칭하였다. 서술자가 발해가 존재했던 동시대의 신라인이라는 점에서 당시 발해의 근원에 대한 신라의 인식을 짐작할 수 있다.

### 고려의 인식
태조 왕건은 발해를 멸망시킨 거란을 멸시하고 배척하였으며 발해의 유이민을 대거 수용하였다. 또한 거란의 사신이 보낸 낙타 50마리를 개경 만부교에 묶어 굶겨 죽였다.
현존하는 역사서 중 발해를 최초로 언급한 우리 나라의 역사서는 김부식의 삼국사기이다. 삼국사기는 발해를 말갈의 발해, 발해말갈 그리고 북국(北國) 혹은 북쪽 이민족이라는 뜻의 북적(北狄)으로 표현하여, 본기에 고조선과 발해를 누락시켜 우리역사로 인식하지 않았다. 이후 충렬왕 때의 승려 일연이 지은 삼국유사는 대조영을 고구려의 구장 및 속말말갈의 추장이라 칭하면서 말갈과 발해조에 소속시켜 우리 역사로 인식하였다 이승휴의 제왕운기는 발해를 고구려 장수 대조영이 건국하였다고 서술하였다.

### 조선의 인식
조선시대에는 초기에 두 가지 흐름이 하나로 정리되면서 발해사가 배제되어 주변국의 역사로 전락하였지만, 그 후에 점차 인식이 바뀌면서 발해사를 재발견하게 되는 과정을 겪었다.
첫째 단계는 1484년에 간행된 《동국통감》의 역사인식으로서, 여기서는 발해사를 조선사의 일부로 인정하지 않고 단지 신라에 이웃하였던
역사로 파악하였다. 고려 태조가 거란에 대해 행한 정책을 두고 “거란이 발해에 신의를 저버린 것이 우리와 무슨 상관이 있기에 발해를 위하여 보복을 한다고 하는가”라는 사론을 달아 비판하였다. 이러한 역사인식은 15~16세기를 지나 17세기까지 근간을 이루고 있었으며 박상의 《동국사략》(16세기초)을 비록하여 오운(吳澐)의 《동사찬요》(1606), 조정(趙挺)의 《동사보유(東史補遺)》(1646), 홍여하(洪汝河)의 《동국통감제강(東國通鑑提綱)》(1672), 홍만종(洪萬宗)의 《동국역대총독(東國歷代總目)》(1705) 등에 거의 그대로 계승되었다. 그리고 《신증동국여지승람》(1530), 정구(鄭逑)의 《역대기년(歷代紀年)》(17세기 초), 이돈덕(李敦仲)의 《동국사회(東史會綱)》(1711), 《동문광고(同文廣考)》 등도 이러한 계열 인식에 속한다. 따라서 조선 후기에 새로이 나타나는 발해사 인식은 이러한 기존의 인식을 수정해 나가는 과정이었다.
둘째 단계는 전기와 후기로 다시 나누어 볼 수 있다. 전기에는 고구려 영토를 계승하였던 나라로 발해를 인식하였으니, 한백겸의 《동국지리지》(1615)가 그 선구를 이루었다. 한백겸이 이 책을 저술한 동기 중의 하나가 조선이 왜 약한 나라가 되어 끊임없이 외적의 침입을 받게 되었는가 하는 역사적 원인을 찾는 데에 있었다. 이에 따라 그는 그 원인을 고구려 영토의 상실에서 찾게 되었고, 이러한 관심 속에서 발해가 고구려 영토를 계승한 나라임을 발견하게 되었다. 그 결과 발해가 신라에 부속된 역사가 아니라 고구려에 부속된 역사로 파악되어 발해사가 처음으로 고구려 역사 뒤에 붙여져서 설명되었다. 이러한 인식은 허목의 《동사(東事)》(1667), 이익의 《성호사설》(1720년대～1750년대), 안정복의 《동사강목》(1754～1759) 등으로 계승되었다.
그러나 전기에는 발해사가 조선사의 일부인지에 대해서는 아직도 부정적 시각을 많이 가지고 있었다. 그러다가 후기에 들어와 발해가 고구려 영토를 계승하였을 뿐만 아니라 그 건국자도 고구려 유민이었다는 인식이 등장하면서 발해사를 적극적으로 조선사의 일부로 다루게 되었다. 이러한 인식에는 신경준의 《강계고(疆界考)》(1756)가 그 선구를 이루었다. 신경준은 《신라고기》나 최치원의 글을 인용하여 걸사비우는 말갈인이고 걸걸중상은 고구려인이라 하였다.
또 고구려왕을 전왕(前王)이라 표현한 것은 발해가 고구려 계승국가임을 분명히 했다. 그의 역사인식은 《동국문헌비고》(1770)의〈여지고(輿地考)〉를 집필하면서 더욱 구체화되었다. 그는 대조영이 고구려 옛 장수로서 그 유민에서 일어나 전왕의 땅을 모두 회복하였으니, 그는 광세(曠世)의 호걸이라고도 하였다. 이와 같은 신경준의 발해사 인식은 《기년예람(紀年兒覽》(1778),《청장관전서(靑莊館全書)》, 《연려실기술》(1797), 《대동장고(大東掌攷)》 등으로 이어졌다. 마지막으로 셋째 단계에서는 앞 단계에서 주로 고구려 계승국에 초점을 맞추어 발해사를 인식하던 태도에서 발해를 신라와 대등하였던 독립국으로 다루거나 발해가 신라보다 우위에 있었다고 인식하게 된다. 이 때에 두 가지 흐름이 나타나는데, 하나는 삼국이나 신라와 대등하게 세가(世家), 세기(世紀) 등으로 취급하는 경우이고, 다른 하나는 남북국시대를 설정하는 경우이다. 전자는 《동사(東史)》(18세기 후반)에서 출발하였다. 이 책은 비록 완성된 형태는 아니지만 기전체의 형식으로 발해사를 서술한 최초의 역사서에 해당한다. 그 편목을 보면 삼국 이전의 역사는 본기(本紀)로 처리하였지만 삼국은 본기에 서술되지 않았으며, 부여, 발해, 가야의 역사가 세가로 다루어졌다. 따라서 여기서는 발해를 신라와 대등한 수준으로 인식하지 않았고, 종래와 같이 삼국보다 한 단계 아래인 부여와 가야 등과 동등한 수준으로 이해하였던 것으로 추정된다. 더구나 이종휘는 조선의 땅이 발해시기에 최대 판도를 이루었다가 고려 이후에 축소되었다고 하면서, 조선이 약한 나라로 전락한 것이 발해의 땅을 잃어버렸기 때문이라고 주장하였다. 이에 따라 되찾고자 하는 대상이 고구려에서 발해의 옛 땅으로 바뀌었다. 이것은 앞 시대에 한백겸, 이익, 신경준 등이 조선이 약한 나라가 된 이유를 고구려 영토의 상실 때문으로 보고 발해의 건국을 가리켜 ‘고구려 영토를 잃었다’고 표현하였던 것과는 다르다. 이들이 발해사에 많은 관심을 기울인 것은 사실이지만 이 문제에 대해서는 신라측 입장을 견지함으로써 이러한 설명이 나오게 된 것이다. 이에 따라 강한 나라가 되기 위해서는 고구려 땅을 되찾아야 한다는 고구려 영토 회복의식으로 나타났다. 그러나 이종휘는 이와 달리 발해 땅에 대한 고토회복의식을 표명함으로써 발해사 인식면에서 큰 전환점을 이루었다.
이종휘의 이러한 발해사 인식은 《동사세가(東史世家)》(1820년대)에서 더욱 강화되어 나타났다. 홍석주는 발해사를 신라, 고구려, 백제의 역사와 함께 세가(世家)로 다루어 삼국과 발해를 동등하게 보았다. 《해동역사》(1814)와 《해동역사속(海東繹史續)》(1823)도 역시 이러한 부류에 속한다. 한치윤은 발해사를 세가(世紀)로 다루어 신라사와 동등하게 취급하였고, 한진서도〈고금강역도(古今疆域圖)〉에서 삼국과 함께 발해를 그 대상으로 삼았다. 정약용은 체계적인 역사서를 쓰지 않았기 때문에 그의 발해사 인식을 정확히 파악하기는 어렵다. 그러나 그는 과거시험에서 발해의 땅을 회복하여야 한다는 의식을 이미 피력한 바 있다. 그는《방역고》(1811, 1833)에서 한백겸의 설을 따라 한강을 경계로 하여 북쪽에는 고조선-한사군-고구려-발해로 이어졌고, 남쪽에는 삼한이 백제, 신라, 가야로 이어진 것으로 파악함으로써, 북부와 남부의 역사를 거의 동등하게 다룬 것을 발견할 수 있다.
한편 후자는 유득공의 《발해고》(1784)가 큰 역할을 하였다. 유득공은 대씨는 고구려인이라 하고, 대씨가 소유한 땅은 고구려 땅이라 하고 있다. 유득공은 “대조영은 고구려인, 발해의 땅은 고구려 땅!”이라고 외치며 고구려의 지배를 받았던 대조영에게 고구려 시민권을 주었고 고구려 땅에 대한 소유권을 주장한 것이다.또한 《발해고》 서문에서 고려가 발해를 신라와 동등하게 다루어 남북국사를 썼어야 했는데 그렇게 하지 못한 것은 잘못이라고 지적하여 당시로서는 상당히 새로운 의식을 담았다. 이러한 의식은 김정호의《대동지지(大東地志)》(1864년경)로 이어졌다. 김정호는 단군조선에서 고려까지의 역사를 다룬〈방여총지(方輿總志)〉에서 발해사를 독립된 항목으로 다루었으며,〈발해국〉에서는 삼한-삼국(신라, 가야, 백제)-삼국-남북국으로 이어지는 독특한 고대사 체계를 제시하였다.

### 일제강점기, 70년대 이후
일제강점 독립운동기가 되어서는 민족주의가 대두되면서 발해사를 한국사로 정립하기 시작한다. 민족주의 사학자인 신채호(1880 ~ 1936)가 신라의 삼국통일을 부정하고, 신라와 발해를 독사신론에서 양국된 시대로 보았는가 하면, 장도빈(1888~1963)이 국사에서 양국을 남북국이라 하였고, 권덕규(1890~1950)와 황의돈(1890~1964) 도 조선유기에서 양국을 남북조라 하여 한국사에서 발해를 신라와 대등하게 다루었으며, 단군을 강조하는 대종교 계통에서도 발해를 한국사의 일부로 보았다. 그러나 당시 한국사의 일반적인 서술은 실증사학적 삼한정통론에 입각해 통일신라론이 중심이 되었다. 한국사에서 해방후의 발해사는 북한이 주도했다. 북한은 1960년대에 이미 만주지역을 중국과 공동으로 발굴해나가면서 이에 대한 연구가 활발히 진행되어 상당한 성과도 이루었고 이를 바탕으로 신라와 발해를 조선사의 양국시대로 적극이해했다. 그러나 연구사적으로 보았을 때 , 북한의 발해사 연구는 70년대에 침체기를 겪게된다. 대한민국에서 발해사는 1980년대부터 수용하기 시작한다. 1980년부터 발해사 연구가 심도있게 진행되면서 한국사에서 18세기 말, 유득공에 의해 탄생한 남북국시대론도 자리잡게 된다. 내부적으로는 고조된 정치 민주화와 통일을 염원하는 남북 분단 시대론도 영향을 받았다고 할 수 있고, 외부적으로는 고구려와 발해가 당나라 지방정권이었다는 즉 고구려가 발해사 중국사의 일부라는 이른바 동북공정이 확산되면서 다시한번 주목을 받게 되었다. 주민구성에 있어서 남북한은 80년대 말까지 공통적으로 일본의 영향을 받아 발해의 주민구성에 대해 지배계층은 고구려유민, 피지배계층은 말갈설이 지배적이었다. 그러나 고고학과 별개로 말갈이란 고구려의 변방유민을 멸시하여 부른 것이었기에 발해는 근본적으로 지배계층이나 피지배계층 모두를 고구려유민으로 볼 수 있다는 연구결과가 나오면서 발해사의 한국사적 의미를 더욱 굳혔고, 북한도 1990년대부터는 발해 피지배층이 말갈이란것에 대해 번복하였고 옛 고구려땅에 있던 사람들은 지배계층이나 피지배계층 모두를 고구려유민이라고 주장했다. 남한은 문헌 중심의 정치,종족, 문화적 연구를 하였고 북한 고고학 측면에서 고구려의 계승성에 대해 집중되었다. 이에 대해 일본 사학계에서는 북한과 남한 사학계가 발해가 한국사인 것에만 집중한다고 지적하기도 했다.

### 일본의 인식
일본에서의 발해사 연구는 대체로 1945년을 경계로 전·후기로 구분할 수 있다. 이에 앞서 19세기 후반 일본에서는 19세기 후반 근대 역사학이 태동하면서 황국사관에 입각하여 국사의 체계화를 시도하였는데, 그 가운데 하야시 다이쓰케(林泰輔)는 1892년 다섯 권으로 구성된 《조선사(朝鮮史)》에서 ‘신라의 통일’이라는 근대적 표제어를 사용하고 이를 더욱 보완한 1912년의 《조선통사(朝鮮通史)》에서 ‘발해’는 별도의 장으로 나누어 서술하였다. 무열왕 김춘추의 외교와 김유신의 활약을 강조하면서 후세에 조선반도, 즉 한반도의 남북부가 하나로 합쳐진 단서는 이로부터 비롯되었다고 하여 한반도 남부의 통일을 부각시킨 대신 발해를 한국사의 체계에서 배제하였다. 조선총독부 산하 조선사편수회의 편수강령에 따르면, 한국사를 일본사에 편입시키면서 한국 고대사의 서술 부분은 ‘제1편 신라통일 이전’과 ‘제2편 신라통일시대’로 나누었는데, 이는 신라의 삼국통일을 중심으로 서술할 의도였다. 이 점은 당시의 교과서에 그대로 반영되었으나, 발해사를 중국사로 간주하면서 이에 관해서는 아무런 언급이 없이 배제하였다.
그러나 일본 학계의 일각에서는 한국 고대사에서 발해를 배제시킨 점에 대해 비판하는 경우도 있었다. 나카 미치요(那珂通世)는 발해사를 한국사가 아닌 만주사로 보고 일본을 종주국으로 규정하였는데, 이는 대동아공영권의 구상 속에 일본을 중심으로 만주나 한반도의 역사를 식민사관으로 왜곡하려는 의도였다. 즉, 러일전쟁 이후 일본이 만주나 조선에 대한 이권을 확보하면서 침략의 정당성을 확보하기 위한 것이었다. 이나바 이와키치(稻葉岩吉)는 고구려와 백제를 건국한 부여족도 조선민족의 일부이고 만선(滿鮮)의 불가분의 관계를 가지고 있으며, 오히려 신라의 삼국통일 결과가 영토를 대동강 이남에 국한시켜 만선일가(滿鮮一家)에 균열을 일으키게 되었다고 주장하였다. 이나바 이와키치의 만선사 인식은 조선사회의 타율성보다 정체성에 있고 대륙으로부터의 파동보다 제국주의 일본의 대륙 침략과 그 궤를 같이하는, 즉 조선에서 대륙으로의 진출이라는 점을 강조하였던 것이다. 이러한 인식은
1931년 일본의 만주사변 이후에 이르러 《조선사의 길잡이(朝鮮史のしるべ)》에서 반영되었는데, 신라의 삼국통일을 중심으로 하고 발해를 부수적 존재로 보면서 당나라가 신라와 밀접한 관계를 맺게 된 것은 발해국이 당나라의 북변에 있었기 때문이라 서술하였다. 즉, 발해사를 일본사의 일부로 편입시키려는 조선총독부의 새로운 의도가 내포되었던 것이다. 이 시기의 일제시기 발해사 연구는 그들의 만주 침략과 깊은 관련이 있었으며, 또한 역사 지리 고증과 고고학적 조사가 연구의 중심이었다. 시라토리 구라키치(白鳥庫吉)는 처음으로 영고탑을 발해의 수도로 단정하고 그 유적조사의 필요성을 제안하였다. 특히 그는 발해가 고구려 유민에 의해 건국되었다고 주장하여 처음으로 발해사를 한국사의 체계 내에 넣었다.
이후 일본에서 한국사의 위치에 발해사를 취급하여 개설류에 반영한 것은 조선사편수회의 《조선의 역사(朝鮮の歷史)》인데, ‘통일신라와 발해’가 하나의 장으로 설정되었다. 물론 이러한
조선사편수회의 개설류가 일본 학계의 일반적인 견해는 아니지만, 발해국을 고구려 계승으로의 인식은 지속되어 갔다. 1970년대에 이르러 한국 역사학계에서 제시되었던 남북국시대론에 대한 역사 인식의 흐름을 일본 학계에서 소개해 커다란 반향을 일으켰다. 이후 일본 역사학계에서는 발해사의 귀속 문제에 대해서도 관심이 많아졌다. 한국과 달리 일본에는 발해와 관련된 역사 기록이나 자료가 상당히 풍부하게 남아 있어 《속일본기》 등을 통한 발해사 연구가 점차 정치하게 다루어지고 국가 귀속 문제에 대해서도 추구되었다. 현재 일본에서는 발해 건국의 주체 민족을 속말말갈 또는 백산말갈의 차이는 있지만, 대세는 퉁구스족 말갈인 국가라고 생각한다.

## 발해 유민들의 활동
발해 유민은 거란 통치자의 폭위에 핍박당하다 수종들을 거느리고 고려, 후당 및 이후의 북주(北周), 북송, 여진족 등의 통치권 내로 도망하였으나 많은 평민들은 계속해서 그 땅에 남았는데, 어떤 이들은 거란 통치자에 의해 거란족이 거주하는 다른 지방으로 옮겨져서 분산・관리되었으며 마침내 그 지역의 거란, 여진족들과 융합하여 하나의 새로운 종족공동체를 형성하였다.
거란은 발해인들을 각 지역으로 이주시켰는데, 이에 대해서는 《요사》 지리지 중에 단편적인 기록이 보인다. 대규모의 이주는 크게 두 차례 있었는데, 이것은 바로 929년 발해의 도성 홀한성의 발해인들을 요하 유역의 임황부(臨潢府: 지금의 遼陽市)로 이주시켜 거대한 공포감을 조성하였던 것과, 1029년 8월에 발해왕족의 후예 대연림이 무리를 이끌고 요에 반기를 들었다가 패망한 이후, 거란의 통치자가 반란에 참여한 발해인들을 각 지역으로 이주시킨 것이다.
발해 유민의 고려 유입은 대체적으로 10~20만여 명 정도가 망명했다고 추정되며, 20만여 명을 초과한다고 보기에는 의문점이 많다. 1011년에 거란은 고려에 정착했던 발해 유민들을 대거 포로로 잡아가 귀주(寧州)와 영주(歸州)에 편호시켰는데, 이때 변경에 배치되어 완충 역할을 한 것으로 추정되는 대광현이 처음 정착했던 백주(白州)를 중심으로 한 고려 서북지역 발해 유민 사회가 크게 붕괴되었던 것으로 추정된다.
양바오룽은 여진으로 투항한 인구수는 고려에 투항한 수보다 많지 않더라도 역시 수만으로 기록되거나 거의 차이가 나지 않았다고 보았다. 그 밖에 《발해국사(渤海國史)》의 편찬자는 여진에 의탁한 발해인은 남하하여 고려의 경내로 달아난 수와 대체로 비슷할 것이라고 추측했다. 나영남도 발해인이 여진 지역으로 도망가는 것이 매우 자연스러운 현상이었을 것이며, 거란의 영향력이 동북지역까지 미치지 못했기 때문에 더욱이 일부 여진 지역에는 발해인과 여진인이 잡거하였을 뿐만 아니라 그 지역의 지방관 내지 도독 중에는 발해인 출신이 많았던 터라 발해 유민의 주요 망명지로 적합했다. 예컨대 말갈인이 다수 거주했던 올야부라든지 남해부에 파견됐던 도독이 발해 귀족 출신의 열씨와 오씨였음이 이를 방증해준다. 따라서 홀한성 중심의 발해인 가운데 상당수가 동단국의 통치를 거부하고 여진 지역으로 도피하였을 것이라고 추측했다. 그러나 당시 여진인은 문자가 없어서 고려인과 같이 기록을 남기지 못해 구체적인 망명인 수를 알 수는 없지만 오히려 고려로 망명한 수보다 더 많았을지도 모른다고 주장했다. 이들은 여진에 동화되는 과정을 거쳤을 것이며, 거란 제국의 황룡부(黃龍府)에서 고려로 귀화한 발해인 역시 주변의 거란, 여진 등의 영향을 받아 10세기 고려인은 발해인을 유목민으로 여겼다.

### 금나라 지배 하의 발해인
11세기에 요가 점차 쇠퇴하였고, 변방의 여진가 흥기하기 시작했다. 그들은 마침내 요의 통제를 벗어나 금을 건국하였다. 스스로 왕조를 개창하지 못한 발해인은 여진이 건국할 때뿐만 아니라 요동을 병합하는 과정에서도 협력적인 태도를 취했으므로 금대에서 특수한 정치사회적 지위를 향유할 수 있었다. 여진은 발해인과의 친연성을 중시했으므로 금나라가 망할 때까지 우호적인 태도를 견지했다. 금 초기에도 몽골제국과 유사한 종족등급을 구분한 적이 있는데, 그러한 정황을 조자지(趙子砥)의 《연운록(燕雲綠)》에서 엿볼 수 있다.
해석
병권과 전곡을 소유하는데 있어서 제일 먼저 여진에게 베풀었고, 다음은 발해, 다음은 거란, 다음은 한인 순이었다

그러나 발해인이 세력을 형성하여 통제의 어려움이 있을까봐 해마다 연경의 발해인을 수백 가(家) 단위로 산동으로 이주시킨 금 희종은 1141년에 이르러 발해인을 산동으로 모두 이주시켜 그들의 원망을 샀고, 1145년에는 중앙집권의 목적으로 한인과 발해인의 맹안모극(猛安謀克)을 폐지하였다.
금 초에 요양의 발해인 망족(望族)의 자녀 중에 용모가 뛰어난 자를 뽑아 종실 제왕의 측실로 삼았는데, 이것은 금나라가 요양의 발해인을 회유하는 목적에서 나온 것이지만 또한 그들이 가진 교양에 깊은 관심을 품었기 때문이었다. 그 여인들을 통해 금 종실에 선진적인 교양을 존중하는 분위기를 조성하려고 했다.
여진 황실과 혼인을 맺은 자는 주로 요양 대씨(大氏), 이씨(李氏), 장씨(張氏) 등 세 가문의 발해 우성이다. 그들은 태조에서 세종 때까지 황실과 대대로 통혼하였기 때문에 금나라 9명의 황제 중에 4명이 모두 발해인 소생으로 바로 해릉왕, 세종, 위소왕, 선왕이었다. 발해 세가와 여진 황실의 정치적 혼인은 두 종족 간의 관계를 밀접하게 하였고, 그로 인해 발해인이 금대 향유한 우월적 지위를 장기간 보유할 수 있었다. 그들은 희종부터 세종까지 54년간 발해인은 외척의 신분을 지속적으로 향유했으나 장종 때에 이르러 그 지위를 상실한다. 이것은 발해세가와 여진 황실간의 통혼관계가 파열되었기 때문이며 장종 이후에는 황후와 후비 중에 발해인이 한 명도 없었다. 결국 발해인의 정치세력도 이때부터 쇠퇴하기 시작했다.

### 발해인의 소멸
금 후기에 발해인은 정치적으로 여진 통치자에게 배척을 받았으므로 그들의 정치적 영향력은 매우 약화되었다. 그러나 발해 상층 인물과 여진 통치 집단의 갈등으로 인해 이들 양 종족이 서로 미워하지 않았으며 금 치하에서 발해인은 줄곧 협조적이었다. 하지만 발해인은 피지배층으로서의 한계 때문에 시간이 흐를수록 그 집단이 분산되어 다른 종족과 융합되거나 출신지역의 명칭으로 바뀌어 발해인이라는 족칭이 점차 사라졌다. 마침내 몽골제국 시기에는 극소수의 발해인이라는 족칭이 사적에 보이다가 완전히 소멸하게 되었다.
왕칭례(王承禮)는 금나라 후기에 발해족은 이미 한인(漢人)으로 간주되었다고 주장했다. 원대의 몽골인 통치자들은 발해·거란·여진·북방 한족에 대하여, 일률적으로 한족(漢族)으로 대우하면서 "한인(漢人)" 혹은 "한아(漢兒)"라고 하였다. 이때 발해족은 "한인팔종(漢人八種)" 가운데 하나였으며, 발해족은 한족과 최후로 융합이 완성되어 빛나는 발해족은 이미 다시는 독자적으로 존재한다거나 명확하게 식별될 수 없게 되었다고 주장했지만, 한인팔종(漢人八種)이라는 명칭은 원말의 도종의(陶宗儀)가 쓴 《남촌철경록(南村輟耕錄)》 1권 《씨족》에서 말하는 한인(漢人)은 결코 원래 금나라 경내의 한족만을 가리키는 것이 아니라 도종의(陶宗儀)가 말한 "한인팔종(漢人八種)"으로, 여기에는 거란·고려·여직(女直)·죽인대(竹因歹)·출리활대(朮里闊歹)·죽온(竹溫)·죽역대(竹亦歹)·발해가 포함된다. 그리고 금나라에서 말하는 한인(漢人)은 바로 원래 요나라 경내의 한족만을 전적으로 가리켰다. 이밖에 또 설명해야 할 한 가지 점은 한인(漢人)이란 칭호는 금·카안 울루스 사람들의 습관적인 표현이었으며, 요나라 사람과 송나라 사람들은 한아(漢兒)로 통칭되었는 바, 이 양자는 완전히 똑같은 것으로 포폄의 색채가 없었기 때문에, 발해인이 한족으로 통칭되었다고 보기에는 무리가 있다.

## 같이 보기
- 한국의 역사
  - 남북국 시대
- 한국의 군주 목록
- 발해의 행정 구역
- 발해어
- 룽터우산 고분군
- 대조영 (드라마)
- 보덕국
- 만주의 역사
- 멸망 이후
- 퉁구스
- 말갈족
  - 속말말갈
- 여진족
- 만주족
  - 만주원류고
  - 만주어
- 고구려어
- 고구려
- 소고구려
- 후고구려
- 고려
- 신발해시대
  - 후발해 (926년~????년)
  - 정안국 (938년~986년)
  - 연파국 (975년~995년)
  - 올야국 (995년~????년))
  - 흥료국 (1029년~1030년)
  - 고욕국 (1115년 2월~7월)
  - 대발해(대원국) (1116년 1월~5월)
  - 영광탑

### 내용주
1. ↑  문어

### 참조주
1. ↑  上田雄 (2001년 12월). 《『渤海使の研究』 明石書店》. ISBN 4750315079.
2. ↑  劉毅 (1997년 7월). 《渤海国の族源について-中国・日本・朝鮮関連史料の考察-》. 国学院雑誌. 國學院大學. 60쪽.
3. ↑  “한국민족문화대백과사전 발해 사회구성”. 2020년 9월 12일에 확인함.
4. ↑  우리역사넷
5. ↑  노태돈(盧泰敦) 서울대 교수에 의하면 박혁거세(朴赫居世)에서 비롯한 신라 진골 귀족의 성씨로만 나오는 박씨 성이 고려 태조 8년과 21년(938년) 각각 1,000호와 3,000호를 이끌고 고려로 건너온 발해 유민 박어(朴漁)와 박승(朴承)에서 발견되었다.
6. ↑  동아A 남-북-러시아 학자들 ‘동북아 고대국가’ 학술회의
7. ↑  동북아역사재단 편 (Northeast Asian History Foundation) (2007). 《새롭게 본 발해사》. 동북아역사재단. 62쪽. ISBN 978-89-6187-003-0.
8. ↑  庚午 帝臨軒 高麗使揚承慶等貢方物 奏曰 高麗國王大欽茂言 承聞 在於日本照臨八方聖明皇帝 登遐天宮 攀號感慕 不能默止 是以 差輔國將軍揚承慶歸德將軍揚泰師等 令齎表文幷常貢物入朝 詔曰 高麗國王遙聞先朝登遐天宮 不能默止 使揚承慶等來慰 聞之感通 永慕益深 但歲月旣改 海內從吉 故不以其禮相待也 又不忘舊心 遣使來貢 勤誠之至 深有嘉尙, (속일본기)
9. ↑  甲寅 天皇御中宮 高齊德等上其王書幷方物 其詞曰 武藝啓 山河異域 國土不同 延聽風猷 但增傾仰 伏惟大王 天朝受命 日本開基 奕葉重光 本枝百世 武藝忝當列國 濫摠諸蕃 復高麗之舊居 有扶餘之遺俗 但以天崖路阻 海漢悠悠 音耗未通 吉凶絶問 親仁結援 庶協前經 通使聘隣 始乎今日 謹遣寧遠將軍郞將高仁義游將軍果毅都尉德周 別將舍航等廿四人 齎狀 幷附貂皮三百張奉送 土宜雖賤 用表獻芹之誠 皮幣非珍 還慙掩口之誚 主理有限 披瞻未期 時嗣音徽 永敦隣好 於是高齊德等八人竝授正六位上 賜當色服 仍宴五位已上及高齊德等 賜大射及雅樂寮之樂 宴訖賜祿有差 한국사데이터베이스
10. ↑  《속일본기)》요로 4년 정월 병자조 기사, 遣渡嶋津輕津司従七位上諸君鞍男等六人於靺鞨国, 観其風俗。 이 기사에 대해서는 일본 홋카이도 북부의 아시와세(粛慎)설과 등이 발해를 가리켰다는 설이 대립 중이다.
11. ↑  송기호 (2011). 《발해 사회문화사 연구》. 서울대학교출판문화원. 299쪽. ISBN 9788952111470., 발해 건국을 인정하고 싶지 않았던 당나라는 713년에 발해에 '말갈을 위로하는 사신'을 보냈다. 또한 발해에 정식으로 사신을 파견하면서도 '진국'을 사용하지 않고 '말갈'이라 불렀다. 그러다가 최흔이 대조영을 책봉하고 귀국한 뒤로부터 '말갈' 대신에 '발해'라 부르게 되었다.
12. ↑  송기호(1988), 〈발해에 대한 신라의 양면적 인식과 그 배경〉, "한국사학" 19 발해말갈(渤海靺鞨)을 하나로 볼지 발해(渤海)와 말갈(靺鞨)로 구분하여 볼지에 대해서는 의견이 분분하지만 대체적으로 대조영(大祚榮)이 건국한 발해를 말한다고 본다.
13. ↑  契丹文dan gur與〈東丹國〉國號(─兼評劉浦江〈再談“東丹國”國号問題〉──)
14. ↑  “진단(震檀) - 한국민족문화대백과사전”. 2022년 2월 6일에 확인함.
15. ↑  송기호, 1995, "渤海政治史硏究", 일조각
16. ↑  장국종(1997), "발해사연구", 사회과학출판사
17. ↑  장국종(2001), "발해국과 말갈족", 사회과학원
18. 1 2  А.Л. Ивлиев(2005), Российский Дальний Восток в древности и средневековье: открытия, проблемы, гипотезы, 453쪽~454쪽
19. ↑  金香(1989) , 〈關于渤海國的若干民族問題〉, "社會科學戰線 " 1期("高句麗渤海硏究集. 成"), 渤海 권1 27쪽
20. ↑  김종복(2005), 〈渤海 國號의 성립 배경과 의미〉 "韓國史硏究"128쪽
21. ↑  金毓黻(2007), "김육불의 東北通史 下" 권5, 동북아역사재단, 573~574쪽
22. ↑  趙評春( 1987), 〈'渤海國'名源考辨〉, "學習與探索" 5期(" 高句麗渤海硏究集成" 渤海. 卷1, 哈爾濱出版社, 39쪽~41쪽
23. ↑  일설에는 대사리 걸걸중상과 대조영을 동일인물로 보기도 한다.
24. ↑  육정산(六頂山)
25. ↑  金香(1989) , 〈關于渤海國的若干民族問題〉, "社會科學戰線 " 1期("高句麗渤海硏究集. 成"), 渤海 권1 27쪽
26. ↑  《구당서》권199하, 〈열전〉149하 북적 발해말갈 祚榮驍勇善用兵, 靺鞨之眾及高麗餘燼, 稍稍歸之. 聖曆中, 自立為振國王, 遣使通於突厥.
27. ↑  《구당서》 212권 북적 발해말갈 中宗即位, 遣侍御史張行岌往招慰之. 祚榮遣子入侍, 將加冊立, 會契丹與突厥連歲寇邊, 使命不達.
28. ↑  А.Л. Ивлиев(2005), Российский Дальний Восток в древности и средневековье: открытия, проблемы, гипотезы, 453쪽 홀한주는 당의 문서에만 언급되는 명목상 주임이 틀림없는데, 발해의 수도를 지나 흐르는 목단강의 옛 명칭 후르하(Hurha)와 상응한다.
29. ↑  《구당서》 212권 북적 발해말갈 睿宗先天二年, 遣郎將崔昕往冊拜祚榮為左驍衛員外大將軍、渤海郡王, 仍以其所統為忽汗州, 加授忽汗州都督, 自是每歲遣使朝貢.
30. ↑  《책부원귀》봉책 선천 2년 3월 玄宗先天二年(713) 二月 拜高麗大首領高定傅爲特進 是月 封靺鞨大祚榮爲渤海郡王(大祚榮, 聖曆千自立爲振國王在營州東二千里. 兵數萬人, 至是, 遣郞將崔訢往冊命祚榮左驍衛員外大將軍渤海郡王. 仍以其所統爲汗州都督, 自是每歲遣使朝貢.
31. ↑  А.Л. Ивлиев(2005), Российский Дальний Восток в древности и средневековье: открытия, проблемы, гипотезы, 453~454쪽
32. ↑  산동성 봉래
33. 1 2  정당성·중대성·선조성(正堂省·中臺省·宣詔省)
34. 1 2  충·인·의·예·지·신부(忠·仁·義·禮·智·信部)
35. ↑  흑룡강성 휘춘현 팔련성
36. ↑  므일니꼬바 L.N., 네스쩨로프 S.P. / 정석배 옮김,〈西아무르 유역의 말갈 뜨로이쯔끼 그룹 토기와 민족문화사〉, "고구려발해연구" 32집, 고구려발해학회, 2008, 260쪽.
37. ↑  대한민국국립문화재연구소; 러시아과학원(2008), 《트로이츠코예 고분군》 -서아무르 유역 한.러 공동연구 1.
38. ↑  “발해 (渤海)”. 《한국민족문화대백과사전》. 한국학중앙연구원. 2023년 12월 17일에 확인함.
39. ↑  중국 흑룡강성 영안시 동경성
40. ↑  중국 길림성 화룡시 서고성
41. ↑  중국 길림성 훈춘시 팔련성
42. ↑  조선민주주의인민공화국 함경남도 신창군 토성리 청해토성
43. ↑  중국 길림성 임강시
44. ↑  김종복(2010), 《발해의 서남쪽 경계에 대한 재고찰》, 한국고대사학회
45. ↑  나성
46. ↑  황성
47. ↑  국사 편찬 위원회, 《고등학교 국사》, 교육 인적 자원부, 서울 2004. 64쪽.
48. ↑  정석배(2016),〈발해의 북방경계에 대한 일고찰〉, "高句麗渤海硏究 第54輯"第54輯, 고구려발해학회.
49. ↑  정석배(2016),〈발해의 북방경계에 대한 일고찰〉, "高句麗渤海硏究 第54輯"第54輯, 고구려발해학회, 117쪽.
50. ↑  러시아 아무르강 북쪽 평원서 ‘발해 토기 조각’ 발견
51. ↑  이종욱(2005), 《고구려의 역사: 왜곡되고 과장된 고대사의 진실을 복원한다》, 김영사
52. ↑  동북아역사재단(2007), 《발해의 역사와 문화》
53. ↑  李成市(1988),〈渤海史硏究における國家と民族－〈南北國時代〉論の檢討を中心に－＞≪朝鮮史硏究會論文集≫ 25쪽
54. ↑  송기호(1991), 〈大祚榮의 出自와 발해의 건국과정〉"아시아문화"7, 한림대학교아시아문화연구소
55. ↑  이종욱(2005), 《고구려의 역사: 왜곡되고 과장된 고대사의 진실을 복원한다》, 김영사
56. ↑  나영남(2017), 〈요·금시대 이민족 지배와 발해인〉, "외대 역사문화 연구총서 12" , 신서원, 155쪽
57. ↑  나영남(2017), 〈요·금시대 이민족 지배와 발해인〉, "외대 역사문화 연구총서 12" , 신서원, 120쪽
58. ↑  림호성(2004), 〈발해의 기본주민은 고구려유민〉, "고조선·고구려·발해 발표 논문집"
59. ↑  王承禮·宋基豪(1987),"발해의 역사", 춘천, 한림대학출판부, 126~127쪽
60. ↑  나영남(2017), 〈요·금시대 이민족 지배와 발해인〉, "외대 역사문화 연구총서 12" , 신서원, 118~119쪽
61. ↑  魏國忠, 朱國枕(2006), "渤海國史", 中國社會科學院出版社, 226쪽
62. ↑  이성시 (2001). 《만들어진 고대》. 삼인. ISBN 9788987519586.
63. ↑  송기호 (2011). 《발해 사회문화사 연구》. 서울대학교출판문화원. 10, 36~37쪽. ISBN 9788952111470.
64. ↑  송기호 (2011). 《발해 사회문화사 연구》. 서울대학교출판문화원. 37~39쪽. ISBN 9788952111470.
65. ↑  송기호 (2000). 《발해정치사연구》. 일조각. 72~76쪽. ISBN 9788933701775.
66. ↑  송기호 (2011). 《발해 사회문화사 연구》. 서울대학교출판문화원. 42쪽. ISBN 9788952111470.
67. ↑  정영진(2009), 발해토기연구, 백산학회
68. ↑  Frederick W. Mote, 《Imperial China 900-1800》(Cambridge, Ma. und London: Harvard uP, 1999), 2003, 33쪽
69. ↑  동북아역사재단, 한규철 (2007). 《발해의 역사와 문화》. 동북아역사재단. 236-240쪽.
70. ↑  국사 편찬 위원회, 국정 도서 편찬 위원회 (2004년 3월 1일). 《고등학교 국사》. 서울: (주)두산, 252~253쪽.
71. ↑  국사 편찬 위원회, 국정 도서 편찬 위원회 (2004년 3월 1일). 《고등학교 국사》. 서울: (주)두산, 254~255쪽.
72. 1 2   국사 편찬 위원회, 국정 도서 편찬 위원회 (2004년 3월 1일). 《고등학교 국사》. 서울: (주)두산, 256~257쪽.
73. ↑  金在善(2003), "渤海文字硏究", 民族文化社 ; 尹善泰(2007), 〈渤海 文字資料의 現況 과 課題〉, "大東漢文學" 26 ; 고광의(2007), 〈발해의 언어·문자·문학〉, "발해의 역사와 문화", 동북아역사재단 ; 김무식(2008a), 〈발해 문자와 문자론적 특징〉, 동북아시아문화학회 2008 국제학술대회 발표요지 ; 김무식(2008b), 〈발해 문자의 성립과 그 특징〉, "고고, 문자, 문화로 본 동아시아 문명", 경성대학교 인문과학연구소 국제 학술대회 발표집
74. ↑  童萬侖, 《洞北史綱要》, 黑龍江人民出版社, 182쪽
75. ↑  Гоcударcтво Бохай(698-926 гг.)(1996), C. 172~204쪽
76. ↑  최의수, 《渤海文字에 대해 이강선생과 상론함》
77. ↑  川崎保 研究メモ "〈渤海〉文字資料からみた女真文字の起源に関する一考察 - ヴォヴィン論文(2012)を中心として -" "古代学研究 202" 古代学研究会 2014년 7월, 34쪽
78. ↑  詔百官誥命女直、契丹、漢人, 各用文字, 渤海同漢人.
79. ↑  王承禮, 《渤海的歷史與文化》, 延边人民出版社, 308쪽
80. ↑  국사 편찬 위원회, 《고등학교 국사》, 교육 인적 자원부, 서울 2004. 64쪽
81. ↑  동북아역사재단, 발해의 군사제도. 《발해의 역사와 문화》.
82. ↑  동북아역사재단 2007, 142 ~ 148쪽. sfn 오류: 여러 대상 (3×): CITEREF동북아역사재단2007 (도움말)
83. ↑  동북아역사재단 2007, 134 ~ 143쪽. sfn 오류: 여러 대상 (3×): CITEREF동북아역사재단2007 (도움말)
84. ↑  이이화 1999, 143-149,180쪽.
85. ↑  동북아역사재단 2007, 151쪽. sfn 오류: 여러 대상 (3×): CITEREF동북아역사재단2007 (도움말)
86. ↑  “발해와일본의 관계”. 《네이버지식백과》.
87. ↑  동북아역사재단 2007, 165 ~ 170쪽. sfn 오류: 여러 대상 (3×): CITEREF동북아역사재단2007 (도움말)
88. ↑  Болдин В.И., Гельман Е.И., Никитин Ю.Г.,
Ивлиев А.Л., 44쪽
89. ↑  정석배, 《유물로 본 발해의 문화교류》
90. ↑  동북아역사재단 2007, 171 ~ 172쪽. sfn 오류: 여러 대상 (3×): CITEREF동북아역사재단2007 (도움말)
91. ↑  정석배(2016),〈발해의 북방경계에 대한 일고찰〉, "高句麗渤海硏究 第54輯"第54輯, 고구려발해학회, 97쪽.
92. ↑  김종복(2007),〈발해사의 전개와 영역 변천〉, "발해 5경과 영역 변천", 동북아역사재단, 90, 92쪽.
93. ↑  《遼史》권38 〈地理志〉2 東京道 興遼縣 : 唐元和中 渤海王大仁秀 南定新羅北略諸部 開置郡邑...
94. ↑  《新唐書》〈渤海傳〉: 仁秀頗能討伐海北諸部 開大境宇 有功.
95. ↑  김종복(2007),〈발해사의 전개와 영역 변천〉, "발해 5경과 영역 변천", 동북아역사재단, 106쪽.
96. ↑  정석배(2016),〈발해의 북방경계에 대한 일고찰〉, "高句麗渤海硏究 第54輯"第54輯, 고구려발해학회.
97. ↑  Нестеров С.П.(1988), Народы Приамурья в эпоху раннего средневековья, Новосибирск.
98. ↑  정석배(2016),〈발해의 북방경계에 대한 일고찰〉, "高句麗渤海硏究 第54輯"第54輯, 고구려발해학회, 114쪽.
99. ↑  사료상 조공도라 되어 있으나,발해의 입장에서 등주도, 압록도라 부를 수 있다고 함
100. ↑  김육불, 《김육불의 동북통사, 하》, 동북아역사재단 번역총서 09, 2007, 577~578쪽.
101. ↑  송기호, 《발해를 다시본다, 개정증보판》, 주류성출판사, 2008, 64~65쪽.
102. ↑  金毓黻, 동북아역사재단 번역, 《김육불의 東北通史》상,"동북아역사재단번역총서" 동북아역사재단, 2007, 104쪽
103. ↑  《금사》본기1 태조1 세기, 金之先, 出靺鞨氏. 靺鞨本號勿吉. 勿吉, 古肅愼地也. 元魏時, 勿吉有七部, 曰粟末部, 曰伯咄部, 曰安車骨部, 曰拂涅部, 曰號室部, 曰黑水部, 曰白山部. 隋稱靺鞨, 而七部並同. 唐初, 有黑水靺鞨·粟末靺鞨, 其五部無聞. 粟末靺鞨始附高麗, 姓大氏.
104. ↑  《금사》열전 외국 하 고려, 唐初, 靺鞨有粟末·黑水兩部, 皆臣屬于高麗. 唐滅高麗, 粟末保東牟山漸彊大, 號渤海, 姓大氏, 有文物禮樂. 至唐末稍衰, 自後不復有聞. 金伐遼, 渤海來歸, 蓋其遺裔也. 黑水靺鞨居古肅愼地. 有山曰白山, 蓋長白山, 金國之所起焉.
105. ↑  《금사》본기 1 태조 1 세기, 及太祖敗遼兵於境上, 獲耶律謝十, 乃使梁福、斡荅刺招諭渤海人曰："女直, 渤海本同一家."蓋其初皆勿吉之七部也.
106. ↑  《발해와 주변민족의 역사와 문화》 - 고구려발해학회 후원 학술회의 자료집 "제1부 발해와 주변민족의 역사"〈임상선, 북방지역 민족의 계통인식 재검토〉
107. ↑  王世蓮(1983), 〈渤海遺民與金之勃興〉, "求是學刊" 1983-4, 100쪽, “事實淸楚表明,
對渤海遺民的抗遼復國鬪爭, 高麗, 女眞採取了兩種截然不同的立場. 前者是坐山觀虎
鬪, 以待兩敗俱傷, 從中漁利. 可見, 當時的高麗臣民並不承認渤海遺民是自己的‘同族’
兄弟, 也不承認渤海是‘我們祖先的國家’ , 更不想充當渤海遺民抗遼復國鬪爭的同盟者. 與高麗相反, 女眞人始終如一, 不分彼此, 甘冒風險爲‘渤海遺黎’ 上表求援, 無條件地同渤海人一起‘與契丹人相攻’ 其所以如此, 金太祖阿骨打有個確切的解釋 ‘女眞, 渤海本同一家.”
108. ↑  이용범,"中世滿洲·蒙古史의 硏究",同和出版公社, 1988
109. ↑  朱國忱·朱威, "渤海遺迹", 文物出版社, 2002, 14~21쪽.
110. ↑  김진광, 《중국의 발해사 연구 동향과 검토》, 머리말
111. ↑  Crossley, Pamela Kyle. “《Manzhou yuanliu kao》 and the Formalization of the Manchu Heritage”. 《Journal of Asian Studies》. JSTOR 2057101.
112. ↑  Elliott, Mark C. (2009). “Emperor Qianlong: Son of Heaven, Man of the World”. 《Library of Biography》. ISBN 978-0321084446.
113. ↑  장진근 역주. 《만주원루고》. 파워북. 226쪽. ISBN 978-89-8160-110-2.
114. ↑  한규철, 《발해의 주민구성에 관한 연구》, 인문학논총13, 경성대인문과학연구소, 2008, 맺음말
115. ↑  김진광, 《중국의 발해사 연구 동향과 검토》, 맺음말
116. ↑  한규철, 《발해의 주민구성에 관한 연구》, 인문학논총13, 경성대인문과학연구소, 2008, 맺음말
117. ↑  김진광, 《중국의 발해사 연구 동향과 검토》, 맺음말
118. ↑  A. Ochir(2008), 〈몽골과 동아시아의 교류(10~11세기)〉, "渤海와 東아시아", 동북아역사재단 국제학술회의 발표논문집
119. ↑  烏雲達賚(1998), 〈渤海唐朝的覊縻國·西渤海軼事〉, "卾溫克的起源", 內蒙古大學出版社 ; 윤은숙 譯(1998),〈〈西발해〉와 몽골〉와 몽골〉, "博物館誌" 4·5합, 강원대학
교 박물관
120. ↑  이블리예프(2007. 6. 14), 〈러시아 학계의 발해사 연구 성과〉, 동북아역사재단 발표문
121. ↑  동북아역사재단(제2연구실)에서는 2008년 6월 9일부터 6월 14일까지 몽골 내 발해 유민 관련 유적지를 조사하였다. 城 가운데 친톨고이(Chintolgoi)성과 엠겐트(emgent)성이 대표적이라 하였다. 동북아역사재단(2007. 7), "동북아역사재단
News" 7호, 16쪽
122. ↑  Горский, В., Начало и первые дела Маньчжурского дома // Тр. членов
Российской духовной миссии в Пекине, Спб, Т. 1,1852
123. ↑  Шавкунов, Э. В., Государство Бохайи памятники его культуры в Приморье, Ленинград, 1968, 4~5쪽
124. ↑  Ивлиев, А. Л., Очерк истории Бохая // Российский Дальний
Восток в древности и средневековье. Открытия, проблемы, гипотезы,
Владивосток, 2005, 453~454쪽
125. ↑  臣謹按渤海之源流也。句驪未滅之時。本爲疣贅部落。靺羯之屬。
126. ↑  李萬烈,〈朝鮮後期의 渤海史認識〉(《韓㳓劤博士停年紀念 史學論叢》, 지식산업
127. 1 2 3 4 5 6  동북아역사재단 (2007). 《발해의 역사와 문화》. 동북아역사재단. 230~234쪽. ISBN 9788961870177.
128. ↑  《東國通鑑》권 13, 고려 태조 25년 史論.
129. ↑  이종욱 (2005). 《고구려의 역사: 왜곡되고 과장된 고대사의 진실을 복원 한다》. 김영사. ISBN 9788934917625.
130. ↑  林泰輔(1912), "朝鮮通史", 富山房, 12쪽
131. ↑  朝鮮總督府朝鮮史編修會(1938), "朝鮮史編修會事業槪要", 76쪽
132. ↑  那珂通世(1906), 〈古の滿洲(1·2)〉, "地學雜誌" 205·206
133. ↑  다키자와 노리오키(2003), 〈稲葉岩吉과 ‘滿鮮史’〉, "한일관계사연구" 19, 116~121쪽
134. ↑  朝鮮總督府(1936), "朝鮮史のしるべ", 55쪽
135. ↑  白鳥庫吉(1933), 〈渤海國に就いて〉, "史學雜誌" 44-12
136. ↑  朝鮮史硏究會 編(旗田巍)(1974), "朝鮮の歷史", 三省堂
137. ↑  三上次男(1968), 〈半拉城出土の二佛竝坐像とその史的意義〉, "朝鮮學報" 49
138. ↑  酒寄雅志 (2001년 3월). 《渤海と古代の日本》. 校倉書房. 19쪽. ISBN 978-4751731703.
139. ↑  “韓国　渤海を確固たる韓国史にしようと〈官民総動員体制〉に”. SAPIO. 2013년 3월. 2015년 11월 17일에 원본 문서에서 보존된 문서.
140. ↑  정병준; 권은주; 이효형; 바이건싱; 윤영인; 김위현; 왕위랑. 《중국학계의 북방민족·국가 연구》. 동북아역사재단. 231쪽. ISBN 9788961870566.
141. ↑  정병준; 권은주; 이효형; 바이건싱; 윤영인; 김위현; 왕위랑. 《중국학계의 북방민족·국가 연구》. 동북아역사재단. 234~235쪽. ISBN 9788961870566.
142. ↑  나영남 (2017). 《요·금시대 이민족 지배와 발해인》. 외대 역사문화 연구총서. 신서원. ISBN 9788979405538.
143. ↑  발해 유민(遺民)과 꼬마 난민(難民) ‘쿠르디’
144. ↑  김위현, 渤海遺民의 再建運動 : 後渤海와 大渤海
145. ↑  "遼史"권38, 地理2, 東京道.
146. ↑  박홍갑 (2007년 6월). “발해 유민 大氏의 한반도 정착 과정 -영순현과 영순태씨를 중심으로-”. 동북아역사논총 (16). 동북아역사재단: 114~115, 119.
147. ↑  魏國忠・朱國忱・郝慶雲, 《渤海國史》, 中國社會科學出版社.
148. ↑  나영남 (2017). 《요 금시대 이민족 지배와 발해인》. 외대 역사문화 연구총서. 신서원. 159~160쪽. ISBN 9788979405538.
149. ↑  김우순 (2012). 《발해국 멸망 후의 발해인 : 고려와의 관계를 중심으로》 (학위논문). 서강대학교 대학원.
150. 1 2 3 4  나영남(2017), 《금대(金代) 발해인(渤海人)의 존재양태(存在樣態) 및 정치적(政治的) 위상(位相)》, 중국사학회.
151. ↑  《三朝北盟會編》卷98, 〈靖康中帙七十三ㆍ諸綠雜記〉 (上海古籍出版社, 2008), p.725.
152. ↑  《松漠紀聞》, 金人慮其難制，頻年轉戍山東，每徙不過數百家，至辛酉歲盡驅以行。
153. ↑  《契丹國志》, 至辛酉歲，盡驅以從，其人大
154. ↑  《金史》 兵志, 熙宗皇統五年，又罷遼東漢人、渤海猛安謀克承襲之制，浸移兵柄於其國人...
155. ↑  王承禮, 《渤海的歷史與文化》, 53쪽
156. ↑  劉浦江, 《遼金史論》, 遼寧大學出版社, 109쪽

## 참고 문헌
- 일연, 《삼국유사》
- 유득공, 《발해고》, 1784.
- 진위푸, 《발해국지장편》
- 《발해사연구》, 연변대학출판사.
- 조이옥 영산대 교수 《통일신라의 북방진출 연구》
- 동북아역사재단 (2007). 《발해의 역사와 문화》. 동북아역사재단. ISBN 9788961870177.